# Liste des planètes mineures non numérotées découvertes entre le 1er et le 15 août 2021
Pour un article plus général, voir Liste des planètes mineures non numérotées découvertes en 2021.
Pour un article plus général, voir Liste des planètes mineures.
Cet article dresse la liste des planètes mineures (astéroïdes, centaures, objets transneptuniens et assimilés) non numérotées découvertes en août 2021 dans l'ordre de leur découverte.
Au 15 janvier 2025, 661 077 des 1 434 993 planètes mineures répertoriées par le Centre des planètes mineures ne sont pas encore numérotées, soit 46,07 %.

## Rappel concernant la désignation provisoire
La désignation provisoire indique l'ordre de découverte de ces objets. En effet, cette désignation est composée de l'année de découverte (par exemple 2021) suivie de la quinzaine (demi-mois) de découverte (p.e. A = 1-15 janvier) puis de l'ordre de découverte dans cette quinzaine. Cet ordre est indiqué par une lettre et éventuellement un chiffre comme suit : A pour la première découverte, B pour la deuxième, ..., Z pour la 25e (le I n'est pas utilisé pour éviter la confusion avec 1), A1 pour la 26e, B1 pour la 27e, etc. , Z1 pour la 50e, A2 pour la 51e, B2 pour la 52e, etc. L'ordre de la numérotation ne suit donc pas l'ordre alphanumérique. 2021 AA1 suit ainsi 2021 AZ et précède 2021 AB1.

## Du1erau 15 août 2021
- 2021 PA
- 2021 PB
- 2021 PC
- 2021 PD
- 2021 PE
- 2021 PF
- 2021 PG
- 2021 PH
- 2021 PJ
- 2021 PK
- 2021 PL
- 2021 PM
- 2021 PN
- 2021 PO
- 2021 PP
- 2021 PQ
- 2021 PR
- 2021 PS
- 2021 PU
- 2021 PV
- 2021 PW
- 2021 PX
- 2021 PY
- 2021 PZ
- 2021 PA1
- 2021 PB1
- 2021 PC1
- 2021 PD1
- 2021 PE1
- 2021 PF1
- 2021 PG1
- 2021 PH1
- 2021 PJ1
- 2021 PK1
- 2021 PL1
- 2021 PM1
- 2021 PN1
- 2021 PO1
- 2021 PP1
- 2021 PQ1
- 2021 PR1
- 2021 PS1
- 2021 PT1
- 2021 PU1
- 2021 PV1
- 2021 PW1
- 2021 PX1
- 2021 PY1
- 2021 PZ1
- 2021 PA2
- 2021 PB2
- 2021 PC2
- 2021 PD2
- 2021 PE2
- 2021 PF2
- 2021 PG2
- 2021 PH2
- 2021 PJ2
- 2021 PK2
- 2021 PL2
- 2021 PM2
- 2021 PO2
- 2021 PP2
- 2021 PQ2
- 2021 PR2
- 2021 PT2
- 2021 PU2
- 2021 PV2
- 2021 PW2
- 2021 PX2
- 2021 PY2
- 2021 PZ2
- 2021 PA3
- 2021 PC3
- 2021 PD3
- 2021 PE3
- 2021 PF3
- 2021 PG3
- 2021 PH3
- 2021 PJ3
- 2021 PK3
- 2021 PL3
- 2021 PM3
- 2021 PO3
- 2021 PP3
- 2021 PQ3
- 2021 PR3
- 2021 PS3
- 2021 PT3
- 2021 PU3
- 2021 PV3
- 2021 PW3
- 2021 PY3
- 2021 PZ3
- 2021 PA4
- 2021 PB4
- 2021 PD4
- 2021 PG4
- 2021 PH4
- 2021 PJ4
- 2021 PK4
- 2021 PL4
- 2021 PM4
- 2021 PN4
- 2021 PP4
- 2021 PQ4
- 2021 PS4
- 2021 PT4
- 2021 PU4
- 2021 PV4
- 2021 PW4
- 2021 PX4
- 2021 PY4
- 2021 PZ4
- 2021 PA5
- 2021 PB5
- 2021 PC5
- 2021 PD5
- 2021 PE5
- 2021 PF5
- 2021 PG5
- 2021 PH5
- 2021 PK5
- 2021 PL5
- 2021 PM5
- 2021 PN5
- 2021 PO5
- 2021 PP5
- 2021 PQ5
- 2021 PR5
- 2021 PS5
- 2021 PT5
- 2021 PU5
- 2021 PW5
- 2021 PX5
- 2021 PY5
- 2021 PA6
- 2021 PB6
- 2021 PC6
- 2021 PD6
- 2021 PE6
- 2021 PF6
- 2021 PG6
- 2021 PJ6
- 2021 PK6
- 2021 PL6
- 2021 PN6
- 2021 PO6
- 2021 PP6
- 2021 PQ6
- 2021 PR6
- 2021 PS6
- 2021 PT6
- 2021 PU6
- 2021 PV6
- 2021 PW6
- 2021 PX6
- 2021 PY6
- 2021 PA7
- 2021 PB7
- 2021 PC7
- 2021 PD7
- 2021 PE7
- 2021 PF7
- 2021 PG7
- 2021 PH7
- 2021 PJ7
- 2021 PK7
- 2021 PN7
- 2021 PO7
- 2021 PQ7
- 2021 PR7
- 2021 PS7
- 2021 PT7
- 2021 PV7
- 2021 PW7
- 2021 PX7
- 2021 PY7
- 2021 PZ7
- 2021 PB8
- 2021 PC8
- 2021 PD8
- 2021 PE8
- 2021 PF8
- 2021 PG8
- 2021 PH8
- 2021 PK8
- 2021 PL8
- 2021 PM8
- 2021 PN8
- 2021 PO8
- 2021 PP8
- 2021 PQ8
- 2021 PS8
- 2021 PT8
- 2021 PV8
- 2021 PW8
- 2021 PX8
- 2021 PZ8
- 2021 PA9
- 2021 PB9
- 2021 PC9
- 2021 PD9
- 2021 PE9
- 2021 PF9
- 2021 PG9
- 2021 PH9
- 2021 PK9
- 2021 PL9
- 2021 PM9
- 2021 PN9
- 2021 PP9
- 2021 PS9
- 2021 PT9
- 2021 PU9
- 2021 PV9
- 2021 PW9
- 2021 PX9
- 2021 PY9
- 2021 PZ9
- 2021 PA10
- 2021 PB10
- 2021 PC10
- 2021 PD10
- 2021 PE10
- 2021 PF10
- 2021 PG10
- 2021 PH10
- 2021 PJ10
- 2021 PK10
- 2021 PL10
- 2021 PN10
- 2021 PO10
- 2021 PP10
- 2021 PQ10
- 2021 PR10
- 2021 PU10
- 2021 PV10
- 2021 PW10
- 2021 PX10
- 2021 PY10
- 2021 PZ10
- 2021 PA11
- 2021 PB11
- 2021 PC11
- 2021 PD11
- 2021 PF11
- 2021 PG11
- 2021 PH11
- 2021 PJ11
- 2021 PK11
- 2021 PL11
- 2021 PM11
- 2021 PO11
- 2021 PP11
- 2021 PQ11
- 2021 PR11
- 2021 PS11
- 2021 PT11
- 2021 PU11
- 2021 PV11
- 2021 PX11
- 2021 PB12
- 2021 PC12
- 2021 PD12
- 2021 PE12
- 2021 PF12
- 2021 PG12
- 2021 PH12
- 2021 PJ12
- 2021 PK12
- 2021 PM12
- 2021 PN12
- 2021 PO12
- 2021 PP12
- 2021 PR12
- 2021 PS12
- 2021 PT12
- 2021 PU12
- 2021 PV12
- 2021 PW12
- 2021 PX12
- 2021 PY12
- 2021 PZ12
- 2021 PA13
- 2021 PB13
- 2021 PC13
- 2021 PD13
- 2021 PE13
- 2021 PF13
- 2021 PG13
- 2021 PJ13
- 2021 PK13
- 2021 PM13
- 2021 PN13
- 2021 PO13
- 2021 PP13
- 2021 PQ13
- 2021 PR13
- 2021 PS13
- 2021 PT13
- 2021 PU13
- 2021 PV13
- 2021 PW13
- 2021 PX13
- 2021 PY13
- 2021 PA14
- 2021 PB14
- 2021 PC14
- 2021 PD14
- 2021 PE14
- 2021 PF14
- 2021 PJ14
- 2021 PL14
- 2021 PM14
- 2021 PN14
- 2021 PO14
- 2021 PP14
- 2021 PQ14
- 2021 PR14
- 2021 PS14
- 2021 PT14
- 2021 PU14
- 2021 PV14
- 2021 PW14
- 2021 PX14
- 2021 PY14
- 2021 PZ14
- 2021 PA15
- 2021 PB15
- 2021 PC15
- 2021 PD15
- 2021 PE15
- 2021 PF15
- 2021 PG15
- 2021 PH15
- 2021 PJ15
- 2021 PK15
- 2021 PL15
- 2021 PM15
- 2021 PN15
- 2021 PO15
- 2021 PP15
- 2021 PQ15
- 2021 PR15
- 2021 PS15
- 2021 PT15
- 2021 PU15
- 2021 PV15
- 2021 PW15
- 2021 PX15
- 2021 PY15
- 2021 PZ15
- 2021 PA16
- 2021 PB16
- 2021 PC16
- 2021 PE16
- 2021 PF16
- 2021 PG16
- 2021 PJ16
- 2021 PK16
- 2021 PL16
- 2021 PM16
- 2021 PN16
- 2021 PO16
- 2021 PP16
- 2021 PQ16
- 2021 PR16
- 2021 PS16
- 2021 PT16
- 2021 PU16
- 2021 PV16
- 2021 PW16
- 2021 PX16
- 2021 PY16
- 2021 PZ16
- 2021 PA17
- 2021 PB17
- 2021 PC17
- 2021 PD17
- 2021 PE17
- 2021 PF17
- 2021 PJ17
- 2021 PK17
- 2021 PL17
- 2021 PM17
- 2021 PN17
- 2021 PO17
- 2021 PP17
- 2021 PQ17
- 2021 PR17
- 2021 PS17
- 2021 PT17
- 2021 PU17
- 2021 PV17
- 2021 PX17
- 2021 PA18
- 2021 PB18
- 2021 PC18
- 2021 PD18
- 2021 PF18
- 2021 PG18
- 2021 PH18
- 2021 PJ18
- 2021 PK18
- 2021 PM18
- 2021 PN18
- 2021 PO18
- 2021 PP18
- 2021 PQ18
- 2021 PR18
- 2021 PT18
- 2021 PU18
- 2021 PV18
- 2021 PW18
- 2021 PX18
- 2021 PY18
- 2021 PZ18
- 2021 PB19
- 2021 PC19
- 2021 PE19
- 2021 PH19
- 2021 PJ19
- 2021 PK19
- 2021 PL19
- 2021 PM19
- 2021 PN19
- 2021 PO19
- 2021 PR19
- 2021 PS19
- 2021 PT19
- 2021 PU19
- 2021 PV19
- 2021 PX19
- 2021 PY19
- 2021 PA20
- 2021 PB20
- 2021 PD20
- 2021 PF20
- 2021 PG20
- 2021 PH20
- 2021 PJ20
- 2021 PK20
- 2021 PL20
- 2021 PM20
- 2021 PN20
- 2021 PO20
- 2021 PP20
- 2021 PQ20
- 2021 PR20
- 2021 PS20
- 2021 PT20
- 2021 PU20
- 2021 PV20
- 2021 PW20
- 2021 PX20
- 2021 PY20
- 2021 PA21
- 2021 PC21
- 2021 PE21
- 2021 PG21
- 2021 PH21
- 2021 PJ21
- 2021 PK21
- 2021 PL21
- 2021 PM21
- 2021 PN21
- 2021 PO21
- 2021 PR21
- 2021 PT21
- 2021 PU21
- 2021 PV21
- 2021 PW21
- 2021 PX21
- 2021 PZ21
- 2021 PA22
- 2021 PB22
- 2021 PE22
- 2021 PF22
- 2021 PG22
- 2021 PH22
- 2021 PJ22
- 2021 PL22
- 2021 PM22
- 2021 PN22
- 2021 PO22
- 2021 PT22
- 2021 PV22
- 2021 PW22
- 2021 PZ22
- 2021 PA23
- 2021 PB23
- 2021 PC23
- 2021 PD23
- 2021 PE23
- 2021 PF23
- 2021 PG23
- 2021 PH23
- 2021 PJ23
- 2021 PK23
- 2021 PL23
- 2021 PM23
- 2021 PN23
- 2021 PO23
- 2021 PP23
- 2021 PQ23
- 2021 PR23
- 2021 PT23
- 2021 PU23
- 2021 PW23
- 2021 PX23
- 2021 PY23
- 2021 PZ23
- 2021 PA24
- 2021 PB24
- 2021 PC24
- 2021 PD24
- 2021 PE24
- 2021 PF24
- 2021 PG24
- 2021 PH24
- 2021 PJ24
- 2021 PK24
- 2021 PL24
- 2021 PM24
- 2021 PN24
- 2021 PO24
- 2021 PP24
- 2021 PQ24
- 2021 PR24
- 2021 PS24
- 2021 PT24
- 2021 PU24
- 2021 PV24
- 2021 PW24
- 2021 PX24
- 2021 PZ24
- 2021 PA25
- 2021 PB25
- 2021 PC25
- 2021 PE25
- 2021 PH25
- 2021 PJ25
- 2021 PK25
- 2021 PL25
- 2021 PM25
- 2021 PN25
- 2021 PO25
- 2021 PP25
- 2021 PQ25
- 2021 PR25
- 2021 PS25
- 2021 PT25
- 2021 PU25
- 2021 PV25
- 2021 PW25
- 2021 PX25
- 2021 PY25
- 2021 PZ25
- 2021 PB26
- 2021 PC26
- 2021 PD26
- 2021 PF26
- 2021 PG26
- 2021 PJ26
- 2021 PK26
- 2021 PL26
- 2021 PM26
- 2021 PN26
- 2021 PO26
- 2021 PP26
- 2021 PQ26
- 2021 PR26
- 2021 PS26
- 2021 PT26
- 2021 PU26
- 2021 PV26
- 2021 PX26
- 2021 PY26
- 2021 PZ26
- 2021 PA27
- 2021 PB27
- 2021 PC27
- 2021 PD27
- 2021 PE27
- 2021 PF27
- 2021 PH27
- 2021 PJ27
- 2021 PK27
- 2021 PL27
- 2021 PN27
- 2021 PO27
- 2021 PP27
- 2021 PQ27
- 2021 PR27
- 2021 PS27
- 2021 PU27
- 2021 PW27
- 2021 PY27
- 2021 PA28
- 2021 PB28
- 2021 PC28
- 2021 PE28
- 2021 PF28
- 2021 PG28
- 2021 PH28
- 2021 PJ28
- 2021 PK28
- 2021 PL28
- 2021 PN28
- 2021 PO28
- 2021 PP28
- 2021 PQ28
- 2021 PR28
- 2021 PS28
- 2021 PT28
- 2021 PU28
- 2021 PV28
- 2021 PW28
- 2021 PX28
- 2021 PY28
- 2021 PZ28
- 2021 PA29
- 2021 PB29
- 2021 PC29
- 2021 PD29
- 2021 PF29
- 2021 PH29
- 2021 PK29
- 2021 PM29
- 2021 PN29
- 2021 PO29
- 2021 PP29
- 2021 PR29
- 2021 PT29
- 2021 PU29
- 2021 PV29
- 2021 PW29
- 2021 PX29
- 2021 PY29
- 2021 PA30
- 2021 PB30
- 2021 PC30
- 2021 PD30
- 2021 PE30
- 2021 PF30
- 2021 PH30
- 2021 PJ30
- 2021 PM30
- 2021 PN30
- 2021 PO30
- 2021 PP30
- 2021 PQ30
- 2021 PS30
- 2021 PT30
- 2021 PU30
- 2021 PV30
- 2021 PW30
- 2021 PX30
- 2021 PY30
- 2021 PA31
- 2021 PB31
- 2021 PC31
- 2021 PD31
- 2021 PE31
- 2021 PH31
- 2021 PJ31
- 2021 PK31
- 2021 PL31
- 2021 PN31
- 2021 PO31
- 2021 PP31
- 2021 PQ31
- 2021 PS31
- 2021 PT31
- 2021 PU31
- 2021 PV31
- 2021 PW31
- 2021 PX31
- 2021 PY31
- 2021 PA32
- 2021 PB32
- 2021 PC32
- 2021 PD32
- 2021 PE32
- 2021 PF32
- 2021 PG32
- 2021 PH32
- 2021 PJ32
- 2021 PK32
- 2021 PL32
- 2021 PN32
- 2021 PO32
- 2021 PP32
- 2021 PQ32
- 2021 PS32
- 2021 PT32
- 2021 PU32
- 2021 PV32
- 2021 PW32
- 2021 PX32
- 2021 PY32
- 2021 PB33
- 2021 PC33
- 2021 PD33
- 2021 PE33
- 2021 PF33
- 2021 PH33
- 2021 PL33
- 2021 PM33
- 2021 PN33
- 2021 PP33
- 2021 PQ33
- 2021 PR33
- 2021 PS33
- 2021 PT33
- 2021 PU33
- 2021 PV33
- 2021 PW33
- 2021 PX33
- 2021 PY33
- 2021 PZ33
- 2021 PB34
- 2021 PC34
- 2021 PE34
- 2021 PF34
- 2021 PG34
- 2021 PH34
- 2021 PJ34
- 2021 PL34
- 2021 PM34
- 2021 PN34
- 2021 PO34
- 2021 PP34
- 2021 PQ34
- 2021 PR34
- 2021 PS34
- 2021 PT34
- 2021 PU34
- 2021 PV34
- 2021 PX34
- 2021 PA35
- 2021 PB35
- 2021 PC35
- 2021 PD35
- 2021 PE35
- 2021 PF35
- 2021 PG35
- 2021 PH35
- 2021 PK35
- 2021 PL35
- 2021 PN35
- 2021 PP35
- 2021 PQ35
- 2021 PR35
- 2021 PS35
- 2021 PT35
- 2021 PU35
- 2021 PW35
- 2021 PX35
- 2021 PY35
- 2021 PZ35
- 2021 PA36
- 2021 PB36
- 2021 PD36
- 2021 PE36
- 2021 PF36
- 2021 PG36
- 2021 PJ36
- 2021 PK36
- 2021 PL36
- 2021 PN36
- 2021 PP36
- 2021 PQ36
- 2021 PS36
- 2021 PT36
- 2021 PU36
- 2021 PV36
- 2021 PW36
- 2021 PX36
- 2021 PY36
- 2021 PZ36
- 2021 PA37
- 2021 PB37
- 2021 PC37
- 2021 PD37
- 2021 PF37
- 2021 PG37
- 2021 PH37
- 2021 PJ37
- 2021 PK37
- 2021 PM37
- 2021 PO37
- 2021 PP37
- 2021 PQ37
- 2021 PR37
- 2021 PS37
- 2021 PT37
- 2021 PU37
- 2021 PV37
- 2021 PX37
- 2021 PY37
- 2021 PZ37
- 2021 PA38
- 2021 PB38
- 2021 PC38
- 2021 PD38
- 2021 PE38
- 2021 PF38
- 2021 PG38
- 2021 PH38
- 2021 PJ38
- 2021 PK38
- 2021 PL38
- 2021 PM38
- 2021 PN38
- 2021 PP38
- 2021 PQ38
- 2021 PS38
- 2021 PT38
- 2021 PV38
- 2021 PW38
- 2021 PY38
- 2021 PZ38
- 2021 PA39
- 2021 PB39
- 2021 PC39
- 2021 PD39
- 2021 PE39
- 2021 PJ39
- 2021 PK39
- 2021 PL39
- 2021 PM39
- 2021 PN39
- 2021 PO39
- 2021 PP39
- 2021 PQ39
- 2021 PR39
- 2021 PS39
- 2021 PT39
- 2021 PU39
- 2021 PV39
- 2021 PX39
- 2021 PY39
- 2021 PZ39
- 2021 PC40
- 2021 PE40
- 2021 PF40
- 2021 PG40
- 2021 PH40
- 2021 PJ40
- 2021 PL40
- 2021 PM40
- 2021 PN40
- 2021 PO40
- 2021 PP40
- 2021 PR40
- 2021 PS40
- 2021 PT40
- 2021 PU40
- 2021 PV40
- 2021 PW40
- 2021 PX40
- 2021 PY40
- 2021 PZ40
- 2021 PA41
- 2021 PB41
- 2021 PD41
- 2021 PE41
- 2021 PF41
- 2021 PG41
- 2021 PH41
- 2021 PJ41
- 2021 PK41
- 2021 PL41
- 2021 PM41
- 2021 PO41
- 2021 PP41
- 2021 PQ41
- 2021 PR41
- 2021 PS41
- 2021 PU41
- 2021 PV41
- 2021 PW41
- 2021 PX41
- 2021 PY41
- 2021 PZ41
- 2021 PA42
- 2021 PB42
- 2021 PC42
- 2021 PD42
- 2021 PE42
- 2021 PF42
- 2021 PG42
- 2021 PH42
- 2021 PL42
- 2021 PM42
- 2021 PN42
- 2021 PO42
- 2021 PP42
- 2021 PQ42
- 2021 PR42
- 2021 PS42
- 2021 PT42
- 2021 PU42
- 2021 PV42
- 2021 PW42
- 2021 PX42
- 2021 PY42
- 2021 PZ42
- 2021 PA43
- 2021 PB43
- 2021 PC43
- 2021 PD43
- 2021 PE43
- 2021 PF43
- 2021 PG43
- 2021 PJ43
- 2021 PK43
- 2021 PL43
- 2021 PM43
- 2021 PN43
- 2021 PO43
- 2021 PP43
- 2021 PQ43
- 2021 PS43
- 2021 PT43
- 2021 PU43
- 2021 PW43
- 2021 PY43
- 2021 PZ43
- 2021 PA44
- 2021 PB44
- 2021 PC44
- 2021 PD44
- 2021 PE44
- 2021 PF44
- 2021 PG44
- 2021 PH44
- 2021 PJ44
- 2021 PK44
- 2021 PM44
- 2021 PN44
- 2021 PP44
- 2021 PR44
- 2021 PT44
- 2021 PV44
- 2021 PW44
- 2021 PX44
- 2021 PY44
- 2021 PA45
- 2021 PB45
- 2021 PC45
- 2021 PD45
- 2021 PE45
- 2021 PF45
- 2021 PG45
- 2021 PH45
- 2021 PJ45
- 2021 PK45
- 2021 PL45
- 2021 PN45
- 2021 PO45
- 2021 PP45
- 2021 PQ45
- 2021 PR45
- 2021 PS45
- 2021 PT45
- 2021 PW45
- 2021 PX45
- 2021 PY45
- 2021 PZ45
- 2021 PA46
- 2021 PB46
- 2021 PC46
- 2021 PD46
- 2021 PE46
- 2021 PF46
- 2021 PG46
- 2021 PH46
- 2021 PK46
- 2021 PL46
- 2021 PO46
- 2021 PP46
- 2021 PQ46
- 2021 PR46
- 2021 PS46
- 2021 PU46
- 2021 PW46
- 2021 PX46
- 2021 PY46
- 2021 PZ46
- 2021 PA47
- 2021 PB47
- 2021 PC47
- 2021 PD47
- 2021 PF47
- 2021 PG47
- 2021 PJ47
- 2021 PK47
- 2021 PL47
- 2021 PM47
- 2021 PN47
- 2021 PO47
- 2021 PP47
- 2021 PQ47
- 2021 PR47
- 2021 PS47
- 2021 PT47
- 2021 PU47
- 2021 PV47
- 2021 PX47
- 2021 PY47
- 2021 PZ47
- 2021 PA48
- 2021 PC48
- 2021 PD48
- 2021 PE48
- 2021 PF48
- 2021 PG48
- 2021 PH48
- 2021 PJ48
- 2021 PL48
- 2021 PN48
- 2021 PO48
- 2021 PQ48
- 2021 PR48
- 2021 PS48
- 2021 PT48
- 2021 PU48
- 2021 PV48
- 2021 PW48
- 2021 PX48
- 2021 PZ48
- 2021 PA49
- 2021 PB49
- 2021 PC49
- 2021 PD49
- 2021 PE49
- 2021 PF49
- 2021 PG49
- 2021 PH49
- 2021 PJ49
- 2021 PK49
- 2021 PL49
- 2021 PM49
- 2021 PN49
- 2021 PO49
- 2021 PP49
- 2021 PQ49
- 2021 PS49
- 2021 PT49
- 2021 PU49
- 2021 PV49
- 2021 PW49
- 2021 PX49
- 2021 PZ49
- 2021 PA50
- 2021 PB50
- 2021 PC50
- 2021 PD50
- 2021 PE50
- 2021 PF50
- 2021 PG50
- 2021 PH50
- 2021 PJ50
- 2021 PK50
- 2021 PL50
- 2021 PM50
- 2021 PN50
- 2021 PO50
- 2021 PP50
- 2021 PQ50
- 2021 PS50
- 2021 PT50
- 2021 PV50
- 2021 PW50
- 2021 PX50
- 2021 PY50
- 2021 PZ50
- 2021 PA51
- 2021 PB51
- 2021 PC51
- 2021 PE51
- 2021 PG51
- 2021 PH51
- 2021 PJ51
- 2021 PK51
- 2021 PL51
- 2021 PM51
- 2021 PO51
- 2021 PP51
- 2021 PQ51
- 2021 PR51
- 2021 PS51
- 2021 PT51
- 2021 PU51
- 2021 PV51
- 2021 PW51
- 2021 PX51
- 2021 PY51
- 2021 PA52
- 2021 PB52
- 2021 PC52
- 2021 PD52
- 2021 PE52
- 2021 PF52
- 2021 PH52
- 2021 PJ52
- 2021 PK52
- 2021 PL52
- 2021 PM52
- 2021 PO52
- 2021 PP52
- 2021 PS52
- 2021 PT52
- 2021 PU52
- 2021 PV52
- 2021 PW52
- 2021 PX52
- 2021 PZ52
- 2021 PA53
- 2021 PB53
- 2021 PC53
- 2021 PE53
- 2021 PF53
- 2021 PG53
- 2021 PH53
- 2021 PJ53
- 2021 PK53
- 2021 PL53
- 2021 PM53
- 2021 PN53
- 2021 PO53
- 2021 PQ53
- 2021 PR53
- 2021 PT53
- 2021 PU53
- 2021 PV53
- 2021 PW53
- 2021 PX53
- 2021 PY53
- 2021 PZ53
- 2021 PA54
- 2021 PB54
- 2021 PC54
- 2021 PD54
- 2021 PE54
- 2021 PF54
- 2021 PG54
- 2021 PH54
- 2021 PK54
- 2021 PL54
- 2021 PM54
- 2021 PN54
- 2021 PO54
- 2021 PR54
- 2021 PS54
- 2021 PT54
- 2021 PU54
- 2021 PV54
- 2021 PW54
- 2021 PX54
- 2021 PY54
- 2021 PZ54
- 2021 PB55
- 2021 PF55
- 2021 PG55
- 2021 PH55
- 2021 PJ55
- 2021 PL55
- 2021 PO55
- 2021 PP55
- 2021 PQ55
- 2021 PR55
- 2021 PT55
- 2021 PU55
- 2021 PV55
- 2021 PW55
- 2021 PX55
- 2021 PY55
- 2021 PA56
- 2021 PB56
- 2021 PC56
- 2021 PE56
- 2021 PF56
- 2021 PG56
- 2021 PH56
- 2021 PJ56
- 2021 PK56
- 2021 PL56
- 2021 PM56
- 2021 PN56
- 2021 PO56
- 2021 PP56
- 2021 PQ56
- 2021 PR56
- 2021 PS56
- 2021 PU56
- 2021 PV56
- 2021 PX56
- 2021 PY56
- 2021 PZ56
- 2021 PA57
- 2021 PB57
- 2021 PD57
- 2021 PE57
- 2021 PF57
- 2021 PG57
- 2021 PH57
- 2021 PJ57
- 2021 PK57
- 2021 PL57
- 2021 PN57
- 2021 PO57
- 2021 PP57
- 2021 PR57
- 2021 PS57
- 2021 PT57
- 2021 PU57
- 2021 PV57
- 2021 PW57
- 2021 PX57
- 2021 PY57
- 2021 PZ57
- 2021 PA58
- 2021 PB58
- 2021 PC58
- 2021 PD58
- 2021 PE58
- 2021 PF58
- 2021 PG58
- 2021 PH58
- 2021 PJ58
- 2021 PK58
- 2021 PL58
- 2021 PM58
- 2021 PN58
- 2021 PP58
- 2021 PQ58
- 2021 PR58
- 2021 PS58
- 2021 PT58
- 2021 PU58
- 2021 PV58
- 2021 PW58
- 2021 PX58
- 2021 PY58
- 2021 PZ58
- 2021 PA59
- 2021 PB59
- 2021 PC59
- 2021 PD59
- 2021 PE59
- 2021 PF59
- 2021 PG59
- 2021 PH59
- 2021 PJ59
- 2021 PK59
- 2021 PL59
- 2021 PM59
- 2021 PN59
- 2021 PO59
- 2021 PP59
- 2021 PQ59
- 2021 PR59
- 2021 PS59
- 2021 PT59
- 2021 PU59
- 2021 PV59
- 2021 PW59
- 2021 PX59
- 2021 PY59
- 2021 PZ59
- 2021 PA60
- 2021 PB60
- 2021 PC60
- 2021 PD60
- 2021 PF60
- 2021 PG60
- 2021 PH60
- 2021 PK60
- 2021 PL60
- 2021 PM60
- 2021 PN60
- 2021 PO60
- 2021 PP60
- 2021 PQ60
- 2021 PR60
- 2021 PS60
- 2021 PT60
- 2021 PU60
- 2021 PV60
- 2021 PW60
- 2021 PX60
- 2021 PY60
- 2021 PZ60
- 2021 PA61
- 2021 PB61
- 2021 PC61
- 2021 PD61
- 2021 PF61
- 2021 PG61
- 2021 PH61
- 2021 PK61
- 2021 PL61
- 2021 PM61
- 2021 PN61
- 2021 PO61
- 2021 PP61
- 2021 PQ61
- 2021 PR61
- 2021 PS61
- 2021 PT61
- 2021 PU61
- 2021 PW61
- 2021 PX61
- 2021 PY61
- 2021 PZ61
- 2021 PA62
- 2021 PB62
- 2021 PC62
- 2021 PD62
- 2021 PE62
- 2021 PF62
- 2021 PG62
- 2021 PH62
- 2021 PJ62
- 2021 PK62
- 2021 PL62
- 2021 PM62
- 2021 PN62
- 2021 PO62
- 2021 PP62
- 2021 PQ62
- 2021 PS62
- 2021 PT62
- 2021 PU62
- 2021 PV62
- 2021 PX62
- 2021 PY62
- 2021 PZ62
- 2021 PA63
- 2021 PD63
- 2021 PE63
- 2021 PF63
- 2021 PH63
- 2021 PJ63
- 2021 PK63
- 2021 PL63
- 2021 PM63
- 2021 PN63
- 2021 PO63
- 2021 PP63
- 2021 PQ63
- 2021 PR63
- 2021 PS63
- 2021 PT63
- 2021 PU63
- 2021 PW63
- 2021 PX63
- 2021 PY63
- 2021 PZ63
- 2021 PA64
- 2021 PC64
- 2021 PD64
- 2021 PE64
- 2021 PF64
- 2021 PH64
- 2021 PJ64
- 2021 PL64
- 2021 PM64
- 2021 PN64
- 2021 PO64
- 2021 PP64
- 2021 PQ64
- 2021 PR64
- 2021 PS64
- 2021 PT64
- 2021 PU64
- 2021 PV64
- 2021 PW64
- 2021 PX64
- 2021 PY64
- 2021 PZ64
- 2021 PA65
- 2021 PB65
- 2021 PC65
- 2021 PD65
- 2021 PE65
- 2021 PF65
- 2021 PG65
- 2021 PH65
- 2021 PJ65
- 2021 PK65
- 2021 PL65
- 2021 PM65
- 2021 PN65
- 2021 PO65
- 2021 PP65
- 2021 PR65
- 2021 PS65
- 2021 PT65
- 2021 PU65
- 2021 PV65
- 2021 PW65
- 2021 PX65
- 2021 PY65
- 2021 PZ65
- 2021 PA66
- 2021 PB66
- 2021 PC66
- 2021 PE66
- 2021 PF66
- 2021 PG66
- 2021 PH66
- 2021 PJ66
- 2021 PK66
- 2021 PL66
- 2021 PM66
- 2021 PN66
- 2021 PP66
- 2021 PQ66
- 2021 PR66
- 2021 PS66
- 2021 PT66
- 2021 PU66
- 2021 PV66
- 2021 PW66
- 2021 PY66
- 2021 PZ66
- 2021 PC67
- 2021 PE67
- 2021 PF67
- 2021 PJ67
- 2021 PK67
- 2021 PL67
- 2021 PM67
- 2021 PN67
- 2021 PO67
- 2021 PP67
- 2021 PQ67
- 2021 PS67
- 2021 PT67
- 2021 PU67
- 2021 PV67
- 2021 PX67
- 2021 PY67
- 2021 PZ67
- 2021 PA68
- 2021 PB68
- 2021 PC68
- 2021 PD68
- 2021 PE68
- 2021 PF68
- 2021 PG68
- 2021 PJ68
- 2021 PK68
- 2021 PL68
- 2021 PM68
- 2021 PN68
- 2021 PO68
- 2021 PP68
- 2021 PQ68
- 2021 PR68
- 2021 PT68
- 2021 PU68
- 2021 PV68
- 2021 PW68
- 2021 PX68
- 2021 PZ68
- 2021 PA69
- 2021 PC69
- 2021 PD69
- 2021 PE69
- 2021 PF69
- 2021 PG69
- 2021 PH69
- 2021 PK69
- 2021 PL69
- 2021 PM69
- 2021 PN69
- 2021 PP69
- 2021 PQ69
- 2021 PR69
- 2021 PT69
- 2021 PU69
- 2021 PV69
- 2021 PW69
- 2021 PX69
- 2021 PY69
- 2021 PZ69
- 2021 PB70
- 2021 PC70
- 2021 PD70
- 2021 PE70
- 2021 PF70
- 2021 PG70
- 2021 PH70
- 2021 PJ70
- 2021 PK70
- 2021 PL70
- 2021 PM70
- 2021 PN70
- 2021 PO70
- 2021 PP70
- 2021 PQ70
- 2021 PR70
- 2021 PS70
- 2021 PT70
- 2021 PV70
- 2021 PW70
- 2021 PZ70
- 2021 PA71
- 2021 PC71
- 2021 PD71
- 2021 PE71
- 2021 PF71
- 2021 PG71
- 2021 PJ71
- 2021 PM71
- 2021 PN71
- 2021 PP71
- 2021 PR71
- 2021 PS71
- 2021 PT71
- 2021 PV71
- 2021 PY71
- 2021 PZ71
- 2021 PA72
- 2021 PB72
- 2021 PC72
- 2021 PD72
- 2021 PF72
- 2021 PG72
- 2021 PH72
- 2021 PK72
- 2021 PL72
- 2021 PM72
- 2021 PN72
- 2021 PP72
- 2021 PQ72
- 2021 PR72
- 2021 PS72
- 2021 PT72
- 2021 PV72
- 2021 PW72
- 2021 PX72
- 2021 PY72
- 2021 PZ72
- 2021 PA73
- 2021 PB73
- 2021 PC73
- 2021 PD73
- 2021 PE73
- 2021 PF73
- 2021 PG73
- 2021 PH73
- 2021 PJ73
- 2021 PK73
- 2021 PL73
- 2021 PM73
- 2021 PO73
- 2021 PP73
- 2021 PQ73
- 2021 PR73
- 2021 PS73
- 2021 PT73
- 2021 PU73
- 2021 PW73
- 2021 PX73
- 2021 PY73
- 2021 PZ73
- 2021 PA74
- 2021 PC74
- 2021 PD74
- 2021 PF74
- 2021 PG74
- 2021 PL74
- 2021 PM74
- 2021 PN74
- 2021 PO74
- 2021 PP74
- 2021 PQ74
- 2021 PR74
- 2021 PS74
- 2021 PT74
- 2021 PU74
- 2021 PV74
- 2021 PW74
- 2021 PX74
- 2021 PY74
- 2021 PZ74
- 2021 PA75
- 2021 PB75
- 2021 PC75
- 2021 PD75
- 2021 PE75
- 2021 PF75
- 2021 PG75
- 2021 PH75
- 2021 PJ75
- 2021 PK75
- 2021 PL75
- 2021 PM75
- 2021 PN75
- 2021 PQ75
- 2021 PR75
- 2021 PS75
- 2021 PT75
- 2021 PU75
- 2021 PV75
- 2021 PW75
- 2021 PY75
- 2021 PZ75
- 2021 PA76
- 2021 PB76
- 2021 PC76
- 2021 PD76
- 2021 PE76
- 2021 PG76
- 2021 PH76
- 2021 PM76
- 2021 PN76
- 2021 PO76
- 2021 PP76
- 2021 PQ76
- 2021 PR76
- 2021 PT76
- 2021 PU76
- 2021 PW76
- 2021 PY76
- 2021 PZ76
- 2021 PA77
- 2021 PB77
- 2021 PC77
- 2021 PD77
- 2021 PE77
- 2021 PH77
- 2021 PJ77
- 2021 PK77
- 2021 PL77
- 2021 PM77
- 2021 PN77
- 2021 PO77
- 2021 PP77
- 2021 PQ77
- 2021 PR77
- 2021 PS77
- 2021 PT77
- 2021 PU77
- 2021 PV77
- 2021 PW77
- 2021 PX77
- 2021 PY77
- 2021 PZ77
- 2021 PA78
- 2021 PB78
- 2021 PC78
- 2021 PD78
- 2021 PE78
- 2021 PF78
- 2021 PG78
- 2021 PH78
- 2021 PJ78
- 2021 PK78
- 2021 PL78
- 2021 PN78
- 2021 PO78
- 2021 PP78
- 2021 PR78
- 2021 PS78
- 2021 PT78
- 2021 PU78
- 2021 PV78
- 2021 PW78
- 2021 PX78
- 2021 PZ78
- 2021 PA79
- 2021 PB79
- 2021 PC79
- 2021 PD79
- 2021 PE79
- 2021 PF79
- 2021 PJ79
- 2021 PK79
- 2021 PL79
- 2021 PM79
- 2021 PN79
- 2021 PO79
- 2021 PR79
- 2021 PS79
- 2021 PT79
- 2021 PU79
- 2021 PV79
- 2021 PW79
- 2021 PX79
- 2021 PY79
- 2021 PZ79
- 2021 PA80
- 2021 PC80
- 2021 PD80
- 2021 PE80
- 2021 PF80
- 2021 PG80
- 2021 PH80
- 2021 PK80
- 2021 PL80
- 2021 PM80
- 2021 PN80
- 2021 PO80
- 2021 PP80
- 2021 PQ80
- 2021 PR80
- 2021 PS80
- 2021 PT80
- 2021 PU80
- 2021 PV80
- 2021 PX80
- 2021 PY80
- 2021 PZ80
- 2021 PB81
- 2021 PC81
- 2021 PD81
- 2021 PE81
- 2021 PF81
- 2021 PG81
- 2021 PH81
- 2021 PJ81
- 2021 PK81
- 2021 PL81
- 2021 PM81
- 2021 PN81
- 2021 PO81
- 2021 PP81
- 2021 PR81
- 2021 PS81
- 2021 PU81
- 2021 PV81
- 2021 PW81
- 2021 PX81
- 2021 PZ81
- 2021 PA82
- 2021 PB82
- 2021 PC82
- 2021 PD82
- 2021 PF82
- 2021 PG82
- 2021 PH82
- 2021 PJ82
- 2021 PK82
- 2021 PM82
- 2021 PN82
- 2021 PP82
- 2021 PQ82
- 2021 PR82
- 2021 PS82
- 2021 PT82
- 2021 PU82
- 2021 PV82
- 2021 PW82
- 2021 PY82
- 2021 PZ82
- 2021 PB83
- 2021 PC83
- 2021 PD83
- 2021 PE83
- 2021 PG83
- 2021 PH83
- 2021 PJ83
- 2021 PK83
- 2021 PL83
- 2021 PN83
- 2021 PO83
- 2021 PP83
- 2021 PQ83
- 2021 PT83
- 2021 PU83
- 2021 PV83
- 2021 PW83
- 2021 PY83
- 2021 PZ83
- 2021 PB84
- 2021 PC84
- 2021 PD84
- 2021 PE84
- 2021 PF84
- 2021 PG84
- 2021 PK84
- 2021 PL84
- 2021 PM84
- 2021 PN84
- 2021 PO84
- 2021 PP84
- 2021 PQ84
- 2021 PR84
- 2021 PS84
- 2021 PT84
- 2021 PV84
- 2021 PW84
- 2021 PX84
- 2021 PY84
- 2021 PZ84
- 2021 PA85
- 2021 PC85
- 2021 PD85
- 2021 PE85
- 2021 PF85
- 2021 PG85
- 2021 PH85
- 2021 PJ85
- 2021 PK85
- 2021 PL85
- 2021 PM85
- 2021 PN85
- 2021 PO85
- 2021 PQ85
- 2021 PR85
- 2021 PS85
- 2021 PT85
- 2021 PV85
- 2021 PW85
- 2021 PX85
- 2021 PY85
- 2021 PZ85
- 2021 PA86
- 2021 PC86
- 2021 PD86
- 2021 PE86
- 2021 PF86
- 2021 PH86
- 2021 PJ86
- 2021 PK86
- 2021 PL86
- 2021 PM86
- 2021 PN86
- 2021 PO86
- 2021 PP86
- 2021 PQ86
- 2021 PR86
- 2021 PS86
- 2021 PT86
- 2021 PU86
- 2021 PV86
- 2021 PZ86
- 2021 PA87
- 2021 PB87
- 2021 PC87
- 2021 PD87
- 2021 PE87
- 2021 PF87
- 2021 PG87
- 2021 PH87
- 2021 PJ87
- 2021 PK87
- 2021 PM87
- 2021 PO87
- 2021 PP87
- 2021 PQ87
- 2021 PR87
- 2021 PS87
- 2021 PT87
- 2021 PU87
- 2021 PV87
- 2021 PW87
- 2021 PX87
- 2021 PY87
- 2021 PZ87
- 2021 PB88
- 2021 PC88
- 2021 PE88
- 2021 PG88
- 2021 PH88
- 2021 PK88
- 2021 PL88
- 2021 PM88
- 2021 PN88
- 2021 PO88
- 2021 PP88
- 2021 PQ88
- 2021 PR88
- 2021 PS88
- 2021 PT88
- 2021 PU88
- 2021 PV88
- 2021 PY88
- 2021 PZ88
- 2021 PC89
- 2021 PD89
- 2021 PJ89
- 2021 PK89
- 2021 PL89
- 2021 PM89
- 2021 PN89
- 2021 PO89
- 2021 PP89
- 2021 PQ89
- 2021 PR89
- 2021 PS89
- 2021 PT89
- 2021 PU89
- 2021 PV89
- 2021 PW89
- 2021 PX89
- 2021 PY89
- 2021 PZ89
- 2021 PA90
- 2021 PB90
- 2021 PC90
- 2021 PD90
- 2021 PE90
- 2021 PF90
- 2021 PG90
- 2021 PH90
- 2021 PJ90
- 2021 PK90
- 2021 PL90
- 2021 PM90
- 2021 PN90
- 2021 PR90
- 2021 PS90
- 2021 PT90
- 2021 PU90
- 2021 PV90
- 2021 PW90
- 2021 PX90
- 2021 PY90
- 2021 PZ90
- 2021 PA91
- 2021 PB91
- 2021 PD91
- 2021 PE91
- 2021 PF91
- 2021 PG91
- 2021 PH91
- 2021 PJ91
- 2021 PK91
- 2021 PL91
- 2021 PM91
- 2021 PN91
- 2021 PP91
- 2021 PQ91
- 2021 PR91
- 2021 PS91
- 2021 PT91
- 2021 PU91
- 2021 PV91
- 2021 PW91
- 2021 PX91
- 2021 PY91
- 2021 PZ91
- 2021 PA92
- 2021 PB92
- 2021 PC92
- 2021 PD92
- 2021 PF92
- 2021 PG92
- 2021 PH92
- 2021 PJ92
- 2021 PK92
- 2021 PL92
- 2021 PM92
- 2021 PN92
- 2021 PP92
- 2021 PQ92
- 2021 PR92
- 2021 PS92
- 2021 PT92
- 2021 PU92
- 2021 PV92
- 2021 PW92
- 2021 PX92
- 2021 PY92
- 2021 PZ92
- 2021 PA93
- 2021 PB93
- 2021 PC93
- 2021 PD93
- 2021 PE93
- 2021 PF93
- 2021 PG93
- 2021 PH93
- 2021 PJ93
- 2021 PL93
- 2021 PM93
- 2021 PN93
- 2021 PP93
- 2021 PQ93
- 2021 PR93
- 2021 PS93
- 2021 PT93
- 2021 PU93
- 2021 PV93
- 2021 PX93
- 2021 PZ93
- 2021 PA94
- 2021 PB94
- 2021 PC94
- 2021 PE94
- 2021 PF94
- 2021 PG94
- 2021 PJ94
- 2021 PK94
- 2021 PL94
- 2021 PN94
- 2021 PO94
- 2021 PQ94
- 2021 PR94
- 2021 PS94
- 2021 PU94
- 2021 PV94
- 2021 PW94
- 2021 PX94
- 2021 PY94
- 2021 PZ94
- 2021 PC95
- 2021 PD95
- 2021 PE95
- 2021 PF95
- 2021 PH95
- 2021 PJ95
- 2021 PK95
- 2021 PL95
- 2021 PM95
- 2021 PN95
- 2021 PO95
- 2021 PP95
- 2021 PQ95
- 2021 PR95
- 2021 PS95
- 2021 PT95
- 2021 PU95
- 2021 PV95
- 2021 PW95
- 2021 PX95
- 2021 PZ95
- 2021 PB96
- 2021 PC96
- 2021 PD96
- 2021 PE96
- 2021 PF96
- 2021 PG96
- 2021 PH96
- 2021 PJ96
- 2021 PK96
- 2021 PL96
- 2021 PM96
- 2021 PN96
- 2021 PO96
- 2021 PP96
- 2021 PS96
- 2021 PT96
- 2021 PU96
- 2021 PV96
- 2021 PW96
- 2021 PX96
- 2021 PY96
- 2021 PZ96
- 2021 PA97
- 2021 PB97
- 2021 PC97
- 2021 PE97
- 2021 PF97
- 2021 PH97
- 2021 PJ97
- 2021 PK97
- 2021 PL97
- 2021 PM97
- 2021 PN97
- 2021 PO97
- 2021 PP97
- 2021 PQ97
- 2021 PR97
- 2021 PS97
- 2021 PT97
- 2021 PU97
- 2021 PV97
- 2021 PW97
- 2021 PX97
- 2021 PY97
- 2021 PZ97
- 2021 PA98
- 2021 PB98
- 2021 PC98
- 2021 PD98
- 2021 PE98
- 2021 PF98
- 2021 PG98
- 2021 PH98
- 2021 PJ98
- 2021 PK98
- 2021 PL98
- 2021 PM98
- 2021 PN98
- 2021 PO98
- 2021 PP98
- 2021 PQ98
- 2021 PR98
- 2021 PS98
- 2021 PT98
- 2021 PU98
- 2021 PV98
- 2021 PX98
- 2021 PY98
- 2021 PZ98
- 2021 PA99
- 2021 PB99
- 2021 PC99
- 2021 PD99
- 2021 PE99
- 2021 PF99
- 2021 PJ99
- 2021 PK99
- 2021 PL99
- 2021 PM99
- 2021 PN99
- 2021 PO99
- 2021 PQ99
- 2021 PR99
- 2021 PS99
- 2021 PT99
- 2021 PU99
- 2021 PV99
- 2021 PW99
- 2021 PY99
- 2021 PZ99
- 2021 PA100
- 2021 PB100
- 2021 PC100
- 2021 PD100
- 2021 PE100
- 2021 PF100
- 2021 PG100
- 2021 PH100
- 2021 PJ100
- 2021 PK100
- 2021 PL100
- 2021 PM100
- 2021 PN100
- 2021 PO100
- 2021 PP100
- 2021 PR100
- 2021 PS100
- 2021 PT100
- 2021 PU100
- 2021 PW100
- 2021 PX100
- 2021 PY100
- 2021 PZ100
- 2021 PA101
- 2021 PC101
- 2021 PD101
- 2021 PE101
- 2021 PF101
- 2021 PG101
- 2021 PH101
- 2021 PJ101
- 2021 PK101
- 2021 PL101
- 2021 PM101
- 2021 PN101
- 2021 PO101
- 2021 PP101
- 2021 PR101
- 2021 PU101
- 2021 PW101
- 2021 PX101
- 2021 PY101
- 2021 PZ101
- 2021 PA102
- 2021 PB102
- 2021 PC102
- 2021 PD102
- 2021 PE102
- 2021 PF102
- 2021 PG102
- 2021 PH102
- 2021 PJ102
- 2021 PK102
- 2021 PM102
- 2021 PN102
- 2021 PO102
- 2021 PP102
- 2021 PR102
- 2021 PT102
- 2021 PU102
- 2021 PV102
- 2021 PW102
- 2021 PX102
- 2021 PY102
- 2021 PZ102
- 2021 PB103
- 2021 PC103
- 2021 PF103
- 2021 PH103
- 2021 PL103
- 2021 PM103
- 2021 PP103
- 2021 PS103
- 2021 PT103
- 2021 PU103
- 2021 PV103
- 2021 PX103
- 2021 PY103
- 2021 PZ103
- 2021 PA104
- 2021 PB104
- 2021 PC104
- 2021 PD104
- 2021 PE104
- 2021 PF104
- 2021 PG104
- 2021 PH104
- 2021 PJ104
- 2021 PK104
- 2021 PL104
- 2021 PM104
- 2021 PN104
- 2021 PO104
- 2021 PQ104
- 2021 PR104
- 2021 PS104
- 2021 PT104
- 2021 PU104
- 2021 PV104
- 2021 PW104
- 2021 PX104
- 2021 PZ104
- 2021 PA105
- 2021 PB105
- 2021 PC105
- 2021 PE105
- 2021 PF105
- 2021 PG105
- 2021 PH105
- 2021 PJ105
- 2021 PL105
- 2021 PM105
- 2021 PN105
- 2021 PO105
- 2021 PP105
- 2021 PR105
- 2021 PS105
- 2021 PT105
- 2021 PV105
- 2021 PW105
- 2021 PX105
- 2021 PY105
- 2021 PZ105
- 2021 PA106
- 2021 PB106
- 2021 PC106
- 2021 PD106
- 2021 PE106
- 2021 PF106
- 2021 PG106
- 2021 PH106
- 2021 PJ106
- 2021 PK106
- 2021 PL106
- 2021 PM106
- 2021 PN106
- 2021 PP106
- 2021 PQ106
- 2021 PR106
- 2021 PS106
- 2021 PT106
- 2021 PV106
- 2021 PW106
- 2021 PX106
- 2021 PY106
- 2021 PZ106
- 2021 PA107
- 2021 PB107
- 2021 PC107
- 2021 PD107
- 2021 PE107
- 2021 PF107
- 2021 PH107
- 2021 PJ107
- 2021 PK107
- 2021 PL107
- 2021 PN107
- 2021 PO107
- 2021 PP107
- 2021 PQ107
- 2021 PR107
- 2021 PT107
- 2021 PU107
- 2021 PV107
- 2021 PW107
- 2021 PX107
- 2021 PY107
- 2021 PZ107
- 2021 PA108
- 2021 PB108
- 2021 PC108
- 2021 PD108
- 2021 PE108
- 2021 PF108
- 2021 PG108
- 2021 PH108
- 2021 PJ108
- 2021 PK108
- 2021 PO108
- 2021 PQ108
- 2021 PR108
- 2021 PS108
- 2021 PT108
- 2021 PU108
- 2021 PV108
- 2021 PW108
- 2021 PY108
- 2021 PZ108
- 2021 PA109
- 2021 PB109
- 2021 PC109
- 2021 PD109
- 2021 PE109
- 2021 PF109
- 2021 PG109
- 2021 PH109
- 2021 PJ109
- 2021 PK109
- 2021 PL109
- 2021 PM109
- 2021 PN109
- 2021 PO109
- 2021 PP109
- 2021 PQ109
- 2021 PR109
- 2021 PS109
- 2021 PT109
- 2021 PV109
- 2021 PX109
- 2021 PY109
- 2021 PZ109
- 2021 PA110
- 2021 PB110
- 2021 PC110
- 2021 PD110
- 2021 PE110
- 2021 PF110
- 2021 PG110
- 2021 PH110
- 2021 PJ110
- 2021 PK110
- 2021 PL110
- 2021 PM110
- 2021 PN110
- 2021 PO110
- 2021 PP110
- 2021 PQ110
- 2021 PT110
- 2021 PU110
- 2021 PV110
- 2021 PY110
- 2021 PZ110
- 2021 PA111
- 2021 PB111
- 2021 PC111
- 2021 PD111
- 2021 PE111
- 2021 PF111
- 2021 PG111
- 2021 PH111
- 2021 PJ111
- 2021 PK111
- 2021 PL111
- 2021 PM111
- 2021 PN111
- 2021 PO111
- 2021 PQ111
- 2021 PR111
- 2021 PS111
- 2021 PU111
- 2021 PV111
- 2021 PW111
- 2021 PX111
- 2021 PY111
- 2021 PZ111
- 2021 PA112
- 2021 PB112
- 2021 PC112
- 2021 PE112
- 2021 PG112
- 2021 PH112
- 2021 PJ112
- 2021 PK112
- 2021 PM112
- 2021 PN112
- 2021 PO112
- 2021 PP112
- 2021 PQ112
- 2021 PR112
- 2021 PS112
- 2021 PT112
- 2021 PU112
- 2021 PV112
- 2021 PW112
- 2021 PX112
- 2021 PY112
- 2021 PB113
- 2021 PC113
- 2021 PD113
- 2021 PE113
- 2021 PF113
- 2021 PG113
- 2021 PJ113
- 2021 PK113
- 2021 PL113
- 2021 PM113
- 2021 PN113
- 2021 PO113
- 2021 PP113
- 2021 PQ113
- 2021 PR113
- 2021 PS113
- 2021 PU113
- 2021 PW113
- 2021 PX113
- 2021 PY113
- 2021 PZ113
- 2021 PA114
- 2021 PB114
- 2021 PC114
- 2021 PD114
- 2021 PF114
- 2021 PG114
- 2021 PH114
- 2021 PJ114
- 2021 PK114
- 2021 PL114
- 2021 PM114
- 2021 PO114
- 2021 PP114
- 2021 PQ114
- 2021 PR114
- 2021 PS114
- 2021 PT114
- 2021 PW114
- 2021 PX114
- 2021 PY114
- 2021 PZ114
- 2021 PA115
- 2021 PC115
- 2021 PD115
- 2021 PE115
- 2021 PF115
- 2021 PG115
- 2021 PH115
- 2021 PK115
- 2021 PL115
- 2021 PM115
- 2021 PN115
- 2021 PO115
- 2021 PP115
- 2021 PQ115
- 2021 PS115
- 2021 PU115
- 2021 PV115
- 2021 PW115
- 2021 PX115
- 2021 PY115
- 2021 PA116
- 2021 PB116
- 2021 PC116
- 2021 PD116
- 2021 PE116
- 2021 PF116
- 2021 PG116
- 2021 PH116
- 2021 PK116
- 2021 PL116
- 2021 PN116
- 2021 PO116
- 2021 PP116
- 2021 PQ116
- 2021 PV116
- 2021 PW116
- 2021 PX116
- 2021 PY116
- 2021 PZ116
- 2021 PA117
- 2021 PB117
- 2021 PC117
- 2021 PD117
- 2021 PE117
- 2021 PF117
- 2021 PG117
- 2021 PH117
- 2021 PJ117
- 2021 PK117
- 2021 PN117
- 2021 PP117
- 2021 PQ117
- 2021 PS117
- 2021 PT117
- 2021 PU117
- 2021 PW117
- 2021 PX117
- 2021 PY117
- 2021 PZ117
- 2021 PB118
- 2021 PC118
- 2021 PD118
- 2021 PE118
- 2021 PF118
- 2021 PG118
- 2021 PH118
- 2021 PJ118
- 2021 PK118
- 2021 PL118
- 2021 PM118
- 2021 PN118
- 2021 PO118
- 2021 PQ118
- 2021 PS118
- 2021 PT118
- 2021 PU118
- 2021 PV118
- 2021 PW118
- 2021 PX118
- 2021 PY118
- 2021 PZ118
- 2021 PA119
- 2021 PB119
- 2021 PC119
- 2021 PD119
- 2021 PE119
- 2021 PF119
- 2021 PG119
- 2021 PH119
- 2021 PJ119
- 2021 PK119
- 2021 PL119
- 2021 PM119
- 2021 PN119
- 2021 PO119
- 2021 PP119
- 2021 PQ119
- 2021 PR119
- 2021 PS119
- 2021 PT119
- 2021 PU119
- 2021 PV119
- 2021 PW119
- 2021 PX119
- 2021 PZ119
- 2021 PA120
- 2021 PB120
- 2021 PC120
- 2021 PD120
- 2021 PE120
- 2021 PF120
- 2021 PG120
- 2021 PH120
- 2021 PJ120
- 2021 PK120
- 2021 PL120
- 2021 PM120
- 2021 PN120
- 2021 PO120
- 2021 PP120
- 2021 PQ120
- 2021 PR120
- 2021 PS120
- 2021 PT120
- 2021 PU120
- 2021 PV120
- 2021 PX120
- 2021 PY120
- 2021 PZ120
- 2021 PA121
- 2021 PB121
- 2021 PC121
- 2021 PF121
- 2021 PG121
- 2021 PH121
- 2021 PJ121
- 2021 PL121
- 2021 PM121
- 2021 PN121
- 2021 PO121
- 2021 PP121
- 2021 PQ121
- 2021 PR121
- 2021 PS121
- 2021 PT121
- 2021 PU121
- 2021 PV121
- 2021 PX121
- 2021 PY121
- 2021 PZ121
- 2021 PA122
- 2021 PB122
- 2021 PC122
- 2021 PD122
- 2021 PE122
- 2021 PF122
- 2021 PG122
- 2021 PH122
- 2021 PJ122
- 2021 PK122
- 2021 PL122
- 2021 PM122
- 2021 PN122
- 2021 PO122
- 2021 PP122
- 2021 PQ122
- 2021 PR122
- 2021 PS122
- 2021 PT122
- 2021 PU122
- 2021 PV122
- 2021 PW122
- 2021 PX122
- 2021 PY122
- 2021 PZ122
- 2021 PA123
- 2021 PB123
- 2021 PC123
- 2021 PD123
- 2021 PE123
- 2021 PF123
- 2021 PG123
- 2021 PH123
- 2021 PJ123
- 2021 PK123
- 2021 PL123
- 2021 PM123
- 2021 PN123
- 2021 PO123
- 2021 PQ123
- 2021 PR123
- 2021 PS123
- 2021 PU123
- 2021 PW123
- 2021 PX123
- 2021 PY123
- 2021 PA124
- 2021 PB124
- 2021 PC124
- 2021 PD124
- 2021 PF124
- 2021 PG124
- 2021 PH124
- 2021 PJ124
- 2021 PK124
- 2021 PL124
- 2021 PM124
- 2021 PN124
- 2021 PO124
- 2021 PP124
- 2021 PQ124
- 2021 PR124
- 2021 PS124
- 2021 PT124
- 2021 PU124
- 2021 PV124
- 2021 PW124
- 2021 PX124
- 2021 PY124
- 2021 PZ124
- 2021 PA125
- 2021 PB125
- 2021 PC125
- 2021 PD125
- 2021 PE125
- 2021 PF125
- 2021 PG125
- 2021 PH125
- 2021 PJ125
- 2021 PK125
- 2021 PL125
- 2021 PN125
- 2021 PO125
- 2021 PP125
- 2021 PQ125
- 2021 PR125
- 2021 PS125
- 2021 PT125
- 2021 PU125
- 2021 PV125
- 2021 PX125
- 2021 PY125
- 2021 PZ125
- 2021 PA126
- 2021 PB126
- 2021 PC126
- 2021 PD126
- 2021 PF126
- 2021 PG126
- 2021 PH126
- 2021 PJ126
- 2021 PK126
- 2021 PL126
- 2021 PM126
- 2021 PN126
- 2021 PO126
- 2021 PP126
- 2021 PQ126
- 2021 PS126
- 2021 PT126
- 2021 PU126
- 2021 PV126
- 2021 PW126
- 2021 PX126
- 2021 PY126
- 2021 PZ126
- 2021 PA127
- 2021 PB127
- 2021 PC127
- 2021 PD127
- 2021 PE127
- 2021 PF127
- 2021 PG127
- 2021 PH127
- 2021 PJ127
- 2021 PK127
- 2021 PL127
- 2021 PN127
- 2021 PO127
- 2021 PP127
- 2021 PQ127
- 2021 PR127
- 2021 PU127
- 2021 PV127
- 2021 PW127
- 2021 PX127
- 2021 PY127
- 2021 PZ127
- 2021 PA128
- 2021 PB128
- 2021 PC128
- 2021 PD128
- 2021 PE128
- 2021 PF128
- 2021 PG128
- 2021 PH128
- 2021 PJ128
- 2021 PK128
- 2021 PL128
- 2021 PM128
- 2021 PN128
- 2021 PO128
- 2021 PP128
- 2021 PQ128
- 2021 PR128
- 2021 PS128
- 2021 PT128
- 2021 PU128
- 2021 PV128
- 2021 PW128
- 2021 PX128
- 2021 PY128
- 2021 PZ128
- 2021 PA129
- 2021 PB129
- 2021 PD129
- 2021 PE129
- 2021 PG129
- 2021 PH129
- 2021 PJ129
- 2021 PK129
- 2021 PL129
- 2021 PM129
- 2021 PN129
- 2021 PP129
- 2021 PQ129
- 2021 PR129
- 2021 PS129
- 2021 PT129
- 2021 PV129
- 2021 PW129
- 2021 PX129
- 2021 PY129
- 2021 PZ129
- 2021 PA130
- 2021 PB130
- 2021 PC130
- 2021 PD130
- 2021 PF130
- 2021 PG130
- 2021 PH130
- 2021 PJ130
- 2021 PK130
- 2021 PL130
- 2021 PN130
- 2021 PO130
- 2021 PP130
- 2021 PQ130
- 2021 PR130
- 2021 PS130
- 2021 PU130
- 2021 PV130
- 2021 PW130
- 2021 PZ130
- 2021 PA131
- 2021 PB131
- 2021 PC131
- 2021 PD131
- 2021 PE131
- 2021 PF131
- 2021 PG131
- 2021 PH131
- 2021 PK131
- 2021 PL131
- 2021 PM131
- 2021 PN131
- 2021 PO131
- 2021 PP131
- 2021 PQ131
- 2021 PS131
- 2021 PT131
- 2021 PU131
- 2021 PV131
- 2021 PW131
- 2021 PX131
- 2021 PY131
- 2021 PZ131
- 2021 PA132
- 2021 PB132
- 2021 PC132
- 2021 PD132
- 2021 PE132
- 2021 PF132
- 2021 PG132
- 2021 PH132
- 2021 PJ132
- 2021 PK132
- 2021 PL132
- 2021 PM132
- 2021 PN132
- 2021 PO132
- 2021 PP132
- 2021 PQ132
- 2021 PR132
- 2021 PS132
- 2021 PT132
- 2021 PU132
- 2021 PV132
- 2021 PW132
- 2021 PX132
- 2021 PY132
- 2021 PZ132
- 2021 PA133
- 2021 PB133
- 2021 PC133
- 2021 PD133
- 2021 PE133
- 2021 PG133
- 2021 PH133
- 2021 PJ133
- 2021 PK133
- 2021 PL133
- 2021 PM133
- 2021 PN133
- 2021 PO133
- 2021 PQ133
- 2021 PR133
- 2021 PS133
- 2021 PT133
- 2021 PU133
- 2021 PV133
- 2021 PW133
- 2021 PX133
- 2021 PY133
- 2021 PZ133
- 2021 PA134
- 2021 PB134
- 2021 PC134
- 2021 PD134
- 2021 PE134
- 2021 PF134
- 2021 PG134
- 2021 PH134
- 2021 PJ134
- 2021 PK134
- 2021 PL134
- 2021 PM134
- 2021 PN134
- 2021 PO134
- 2021 PP134
- 2021 PQ134
- 2021 PR134
- 2021 PS134
- 2021 PT134
- 2021 PU134
- 2021 PV134
- 2021 PW134
- 2021 PX134
- 2021 PY134
- 2021 PZ134
- 2021 PA135
- 2021 PB135
- 2021 PC135
- 2021 PD135
- 2021 PE135
- 2021 PF135
- 2021 PH135
- 2021 PJ135
- 2021 PK135
- 2021 PL135
- 2021 PM135
- 2021 PN135
- 2021 PO135
- 2021 PP135
- 2021 PQ135
- 2021 PR135
- 2021 PS135
- 2021 PT135
- 2021 PU135
- 2021 PV135
- 2021 PW135
- 2021 PX135
- 2021 PY135
- 2021 PZ135
- 2021 PA136
- 2021 PB136
- 2021 PD136
- 2021 PE136
- 2021 PF136
- 2021 PG136
- 2021 PH136
- 2021 PJ136
- 2021 PK136
- 2021 PL136
- 2021 PM136
- 2021 PN136
- 2021 PO136
- 2021 PP136
- 2021 PQ136
- 2021 PR136
- 2021 PS136
- 2021 PT136
- 2021 PU136
- 2021 PV136
- 2021 PW136
- 2021 PX136
- 2021 PY136
- 2021 PZ136
- 2021 PA137
- 2021 PB137
- 2021 PC137
- 2021 PD137
- 2021 PE137
- 2021 PF137
- 2021 PG137
- 2021 PH137
- 2021 PJ137
- 2021 PK137
- 2021 PL137
- 2021 PM137
- 2021 PN137
- 2021 PO137
- 2021 PP137
- 2021 PQ137
- 2021 PR137
- 2021 PS137
- 2021 PT137
- 2021 PU137
- 2021 PV137
- 2021 PW137
- 2021 PX137
- 2021 PZ137
- 2021 PA138
- 2021 PB138
- 2021 PC138
- 2021 PD138
- 2021 PE138
- 2021 PF138
- 2021 PG138
- 2021 PH138
- 2021 PJ138
- 2021 PK138
- 2021 PL138
- 2021 PM138
- 2021 PN138
- 2021 PO138
- 2021 PP138
- 2021 PQ138
- 2021 PR138
- 2021 PS138
- 2021 PT138
- 2021 PU138
- 2021 PV138
- 2021 PW138
- 2021 PX138
- 2021 PY138
- 2021 PZ138
- 2021 PA139
- 2021 PB139
- 2021 PC139
- 2021 PD139
- 2021 PE139
- 2021 PF139
- 2021 PG139
- 2021 PJ139
- 2021 PK139
- 2021 PL139
- 2021 PM139
- 2021 PN139
- 2021 PO139
- 2021 PP139
- 2021 PQ139
- 2021 PR139
- 2021 PS139
- 2021 PT139
- 2021 PU139
- 2021 PV139
- 2021 PW139
- 2021 PX139
- 2021 PY139
- 2021 PZ139
- 2021 PA140
- 2021 PB140
- 2021 PC140
- 2021 PD140
- 2021 PE140
- 2021 PF140
- 2021 PG140
- 2021 PH140
- 2021 PJ140
- 2021 PK140
- 2021 PL140
- 2021 PM140
- 2021 PN140
- 2021 PO140
- 2021 PP140
- 2021 PQ140
- 2021 PR140
- 2021 PS140
- 2021 PT140
- 2021 PU140
- 2021 PV140
- 2021 PW140
- 2021 PX140
- 2021 PY140
- 2021 PZ140
- 2021 PA141
- 2021 PB141
- 2021 PC141
- 2021 PD141
- 2021 PE141
- 2021 PF141
- 2021 PG141
- 2021 PH141
- 2021 PJ141
- 2021 PL141
- 2021 PM141
- 2021 PN141
- 2021 PO141
- 2021 PP141
- 2021 PQ141
- 2021 PR141
- 2021 PS141
- 2021 PT141
- 2021 PU141
- 2021 PV141
- 2021 PW141
- 2021 PX141
- 2021 PY141
- 2021 PZ141
- 2021 PA142
- 2021 PB142
- 2021 PC142
- 2021 PD142
- 2021 PE142
- 2021 PF142
- 2021 PG142
- 2021 PH142
- 2021 PJ142
- 2021 PK142
- 2021 PL142
- 2021 PM142
- 2021 PN142
- 2021 PO142
- 2021 PP142
- 2021 PQ142
- 2021 PR142
- 2021 PS142
- 2021 PT142
- 2021 PU142
- 2021 PV142
- 2021 PW142
- 2021 PX142
- 2021 PY142
- 2021 PZ142
- 2021 PA143
- 2021 PB143
- 2021 PC143
- 2021 PD143
- 2021 PE143
- 2021 PF143
- 2021 PG143
- 2021 PH143
- 2021 PJ143
- 2021 PK143
- 2021 PL143
- 2021 PM143
- 2021 PN143
- 2021 PO143
- 2021 PP143
- 2021 PQ143
- 2021 PR143
- 2021 PS143
- 2021 PT143
- 2021 PU143
- 2021 PV143
- 2021 PW143
- 2021 PX143
- 2021 PY143
- 2021 PZ143
- 2021 PA144
- 2021 PB144
- 2021 PC144
- 2021 PD144
- 2021 PE144
- 2021 PF144
- 2021 PG144
- 2021 PH144
- 2021 PJ144
- 2021 PK144
- 2021 PL144
- 2021 PM144
- 2021 PN144
- 2021 PO144
- 2021 PP144
- 2021 PQ144
- 2021 PR144
- 2021 PS144
- 2021 PT144
- 2021 PU144
- 2021 PV144
- 2021 PW144
- 2021 PX144
- 2021 PY144
- 2021 PZ144
- 2021 PA145
- 2021 PB145
- 2021 PC145
- 2021 PD145
- 2021 PE145
- 2021 PF145
- 2021 PG145
- 2021 PH145
- 2021 PJ145
- 2021 PK145
- 2021 PL145
- 2021 PM145
- 2021 PN145
- 2021 PO145
- 2021 PP145
- 2021 PQ145
- 2021 PR145
- 2021 PS145
- 2021 PT145
- 2021 PU145
- 2021 PV145
- 2021 PW145
- 2021 PX145
- 2021 PY145
- 2021 PZ145
- 2021 PA146
- 2021 PB146
- 2021 PC146
- 2021 PD146
- 2021 PE146
- 2021 PF146
- 2021 PG146
- 2021 PH146
- 2021 PJ146
- 2021 PK146
- 2021 PL146
- 2021 PM146
- 2021 PN146
- 2021 PO146
- 2021 PP146
- 2021 PQ146
- 2021 PR146
- 2021 PS146
- 2021 PT146
- 2021 PU146
- 2021 PV146
- 2021 PW146
- 2021 PX146
- 2021 PY146
- 2021 PZ146
- 2021 PA147
- 2021 PB147
- 2021 PC147
- 2021 PD147
- 2021 PE147
- 2021 PF147
- 2021 PG147
- 2021 PH147
- 2021 PJ147
- 2021 PK147
- 2021 PL147
- 2021 PM147
- 2021 PN147
- 2021 PO147
- 2021 PP147
- 2021 PQ147
- 2021 PR147
- 2021 PS147
- 2021 PT147
- 2021 PU147
- 2021 PW147
- 2021 PX147
- 2021 PY147
- 2021 PZ147
- 2021 PA148
- 2021 PB148
- 2021 PC148
- 2021 PD148
- 2021 PE148
- 2021 PF148
- 2021 PG148
- 2021 PH148
- 2021 PJ148
- 2021 PK148
- 2021 PL148
- 2021 PM148
- 2021 PN148
- 2021 PO148
- 2021 PP148
- 2021 PQ148
- 2021 PR148
- 2021 PS148
- 2021 PT148
- 2021 PU148
- 2021 PV148
- 2021 PW148
- 2021 PX148
- 2021 PY148
- 2021 PZ148
- 2021 PA149
- 2021 PB149
- 2021 PC149
- 2021 PD149
- 2021 PE149
- 2021 PF149
- 2021 PG149
- 2021 PH149
- 2021 PJ149
- 2021 PK149
- 2021 PL149
- 2021 PM149
- 2021 PN149
- 2021 PP149
- 2021 PQ149
- 2021 PR149
- 2021 PS149
- 2021 PT149
- 2021 PU149
- 2021 PV149
- 2021 PW149
- 2021 PX149
- 2021 PY149
- 2021 PZ149
- 2021 PB150
- 2021 PD150
- 2021 PE150
- 2021 PF150
- 2021 PG150
- 2021 PH150
- 2021 PJ150
- 2021 PK150
- 2021 PL150
- 2021 PM150
- 2021 PN150
- 2021 PO150
- 2021 PP150
- 2021 PQ150
- 2021 PR150
- 2021 PS150
- 2021 PT150
- 2021 PU150
- 2021 PV150
- 2021 PW150
- 2021 PX150
- 2021 PY150
- 2021 PZ150
- 2021 PA151
- 2021 PC151
- 2021 PD151
- 2021 PE151
- 2021 PG151
- 2021 PH151
- 2021 PJ151
- 2021 PK151
- 2021 PL151
- 2021 PM151
- 2021 PN151
- 2021 PO151
- 2021 PP151
- 2021 PQ151
- 2021 PR151
- 2021 PS151
- 2021 PT151
- 2021 PV151
- 2021 PW151
- 2021 PX151
- 2021 PY151
- 2021 PZ151
- 2021 PA152
- 2021 PB152
- 2021 PC152
- 2021 PD152
- 2021 PF152
- 2021 PG152
- 2021 PH152
- 2021 PJ152
- 2021 PK152
- 2021 PL152
- 2021 PM152
- 2021 PN152
- 2021 PO152
- 2021 PP152
- 2021 PQ152
- 2021 PS152
- 2021 PT152
- 2021 PU152
- 2021 PV152
- 2021 PW152
- 2021 PX152
- 2021 PY152
- 2021 PZ152
- 2021 PA153
- 2021 PB153
- 2021 PC153
- 2021 PD153
- 2021 PE153
- 2021 PF153
- 2021 PG153
- 2021 PH153
- 2021 PJ153
- 2021 PK153
- 2021 PM153
- 2021 PO153
- 2021 PP153
- 2021 PQ153
- 2021 PR153
- 2021 PS153
- 2021 PT153
- 2021 PU153
- 2021 PV153
- 2021 PW153
- 2021 PX153
- 2021 PY153
- 2021 PZ153
- 2021 PA154
- 2021 PB154
- 2021 PC154
- 2021 PF154
- 2021 PG154
- 2021 PH154
- 2021 PK154
- 2021 PL154
- 2021 PM154
- 2021 PN154
- 2021 PO154
- 2021 PP154
- 2021 PQ154
- 2021 PS154
- 2021 PT154
- 2021 PU154
- 2021 PV154
- 2021 PW154
- 2021 PX154
- 2021 PY154
- 2021 PZ154
- 2021 PB155
- 2021 PC155
- 2021 PD155
- 2021 PE155
- 2021 PF155
- 2021 PG155
- 2021 PH155
- 2021 PJ155
- 2021 PK155
- 2021 PL155
- 2021 PM155
- 2021 PN155
- 2021 PO155
- 2021 PP155
- 2021 PQ155
- 2021 PR155
- 2021 PS155
- 2021 PT155
- 2021 PU155
- 2021 PV155
- 2021 PW155
- 2021 PY155
- 2021 PZ155
- 2021 PA156
- 2021 PB156
- 2021 PC156
- 2021 PD156
- 2021 PF156
- 2021 PG156
- 2021 PH156
- 2021 PJ156
- 2021 PK156
- 2021 PL156
- 2021 PM156
- 2021 PN156
- 2021 PO156
- 2021 PQ156
- 2021 PR156
- 2021 PS156
- 2021 PT156
- 2021 PU156
- 2021 PV156
- 2021 PW156
- 2021 PX156
- 2021 PY156
- 2021 PZ156
- 2021 PA157
- 2021 PB157
- 2021 PC157
- 2021 PD157
- 2021 PE157
- 2021 PF157
- 2021 PG157
- 2021 PH157
- 2021 PJ157
- 2021 PK157
- 2021 PL157
- 2021 PM157
- 2021 PN157
- 2021 PO157
- 2021 PP157
- 2021 PQ157
- 2021 PR157
- 2021 PS157
- 2021 PT157
- 2021 PU157
- 2021 PV157
- 2021 PW157
- 2021 PX157
- 2021 PY157
- 2021 PZ157
- 2021 PB158
- 2021 PC158
- 2021 PD158
- 2021 PE158
- 2021 PF158
- 2021 PG158
- 2021 PH158
- 2021 PJ158
- 2021 PL158
- 2021 PM158
- 2021 PN158
- 2021 PO158
- 2021 PP158
- 2021 PQ158
- 2021 PR158
- 2021 PS158
- 2021 PT158
- 2021 PU158
- 2021 PV158
- 2021 PW158
- 2021 PX158
- 2021 PY158
- 2021 PZ158
- 2021 PA159
- 2021 PB159
- 2021 PC159
- 2021 PD159
- 2021 PE159
- 2021 PF159
- 2021 PG159
- 2021 PH159
- 2021 PJ159
- 2021 PK159
- 2021 PL159
- 2021 PM159
- 2021 PN159
- 2021 PO159
- 2021 PP159
- 2021 PQ159
- 2021 PR159
- 2021 PS159
- 2021 PT159
- 2021 PU159
- 2021 PV159
- 2021 PW159
- 2021 PX159
- 2021 PY159
- 2021 PZ159
- 2021 PA160
- 2021 PB160
- 2021 PC160
- 2021 PD160
- 2021 PE160
- 2021 PF160
- 2021 PG160
- 2021 PH160
- 2021 PJ160
- 2021 PK160
- 2021 PL160
- 2021 PM160
- 2021 PN160
- 2021 PO160
- 2021 PP160
- 2021 PQ160
- 2021 PR160
- 2021 PS160
- 2021 PT160
- 2021 PU160
- 2021 PV160
- 2021 PW160
- 2021 PX160
- 2021 PY160
- 2021 PZ160
- 2021 PA161
- 2021 PB161
- 2021 PC161
- 2021 PD161
- 2021 PE161
- 2021 PF161
- 2021 PG161
- 2021 PH161
- 2021 PJ161
- 2021 PK161
- 2021 PL161
- 2021 PM161
- 2021 PN161
- 2021 PO161
- 2021 PP161
- 2021 PQ161
- 2021 PR161
- 2021 PS161
- 2021 PT161
- 2021 PU161
- 2021 PV161
- 2021 PW161
- 2021 PX161
- 2021 PY161
- 2021 PZ161
- 2021 PA162
- 2021 PB162
- 2021 PC162
- 2021 PD162
- 2021 PE162
- 2021 PF162
- 2021 PG162
- 2021 PH162
- 2021 PJ162
- 2021 PK162
- 2021 PL162
- 2021 PM162
- 2021 PN162
- 2021 PO162
- 2021 PP162
- 2021 PQ162
- 2021 PR162
- 2021 PS162
- 2021 PT162
- 2021 PU162
- 2021 PV162
- 2021 PW162
- 2021 PX162
- 2021 PY162
- 2021 PZ162
- 2021 PA163
- 2021 PB163
- 2021 PC163
- 2021 PD163
- 2021 PE163
- 2021 PF163
- 2021 PG163
- 2021 PH163
- 2021 PJ163
- 2021 PK163
- 2021 PL163
- 2021 PM163
- 2021 PN163
- 2021 PO163
- 2021 PP163
- 2021 PQ163
- 2021 PR163
- 2021 PS163
- 2021 PT163
- 2021 PU163
- 2021 PV163
- 2021 PW163
- 2021 PX163
- 2021 PY163
- 2021 PZ163
- 2021 PA164
- 2021 PB164
- 2021 PC164
- 2021 PD164
- 2021 PE164
- 2021 PF164
- 2021 PG164
- 2021 PH164
- 2021 PJ164
- 2021 PK164
- 2021 PL164
- 2021 PM164
- 2021 PN164
- 2021 PO164
- 2021 PP164
- 2021 PQ164
- 2021 PR164
- 2021 PS164
- 2021 PT164
- 2021 PU164
- 2021 PV164
- 2021 PW164
- 2021 PX164
- 2021 PY164
- 2021 PZ164
- 2021 PA165
- 2021 PB165
- 2021 PC165
- 2021 PD165
- 2021 PE165
- 2021 PF165
- 2021 PG165
- 2021 PH165
- 2021 PJ165
- 2021 PK165
- 2021 PL165
- 2021 PM165
- 2021 PN165
- 2021 PO165
- 2021 PP165
- 2021 PQ165
- 2021 PR165
- 2021 PS165
- 2021 PT165
- 2021 PU165
- 2021 PV165
- 2021 PW165
- 2021 PX165
- 2021 PY165
- 2021 PZ165
- 2021 PA166
- 2021 PB166
- 2021 PC166
- 2021 PD166
- 2021 PE166
- 2021 PF166
- 2021 PG166
- 2021 PH166
- 2021 PJ166
- 2021 PK166
- 2021 PL166
- 2021 PM166
- 2021 PN166
- 2021 PO166
- 2021 PP166
- 2021 PQ166
- 2021 PR166
- 2021 PS166
- 2021 PT166
- 2021 PU166
- 2021 PV166
- 2021 PW166
- 2021 PX166
- 2021 PY166
- 2021 PZ166
- 2021 PA167
- 2021 PB167
- 2021 PC167
- 2021 PD167
- 2021 PE167
- 2021 PF167
- 2021 PG167
- 2021 PH167
- 2021 PJ167
- 2021 PK167
- 2021 PL167
- 2021 PM167
- 2021 PN167
- 2021 PO167
- 2021 PP167
- 2021 PQ167
- 2021 PR167
- 2021 PS167
- 2021 PT167
- 2021 PU167
- 2021 PV167
- 2021 PW167
- 2021 PX167
- 2021 PY167
- 2021 PZ167
- 2021 PA168
- 2021 PB168
- 2021 PC168
- 2021 PD168
- 2021 PE168
- 2021 PF168
- 2021 PG168
- 2021 PH168
- 2021 PK168
- 2021 PL168
- 2021 PM168
- 2021 PN168
- 2021 PO168
- 2021 PP168
- 2021 PQ168
- 2021 PR168
- 2021 PS168
- 2021 PT168
- 2021 PU168
- 2021 PV168
- 2021 PW168
- 2021 PX168
- 2021 PY168
- 2021 PZ168
- 2021 PA169
- 2021 PB169
- 2021 PC169
- 2021 PD169
- 2021 PE169
- 2021 PF169
- 2021 PG169
- 2021 PH169
- 2021 PJ169
- 2021 PK169
- 2021 PL169
- 2021 PM169
- 2021 PN169
- 2021 PO169
- 2021 PP169
- 2021 PQ169
- 2021 PR169
- 2021 PS169
- 2021 PT169
- 2021 PU169
- 2021 PV169
- 2021 PW169
- 2021 PX169
- 2021 PY169
- 2021 PZ169
- 2021 PA170
- 2021 PB170
- 2021 PC170
- 2021 PD170
- 2021 PE170
- 2021 PF170
- 2021 PG170
- 2021 PH170
- 2021 PJ170
- 2021 PK170
- 2021 PL170
- 2021 PM170
- 2021 PN170
- 2021 PO170
- 2021 PP170
- 2021 PQ170
- 2021 PR170
- 2021 PS170
- 2021 PT170
- 2021 PU170
- 2021 PV170
- 2021 PW170
- 2021 PX170
- 2021 PY170
- 2021 PZ170
- 2021 PA171
- 2021 PB171
- 2021 PC171
- 2021 PD171
- 2021 PE171
- 2021 PF171
- 2021 PG171
- 2021 PH171
- 2021 PJ171
- 2021 PK171
- 2021 PL171
- 2021 PM171
- 2021 PN171
- 2021 PO171
- 2021 PP171
- 2021 PQ171
- 2021 PR171
- 2021 PS171
- 2021 PT171
- 2021 PU171
- 2021 PV171
- 2021 PW171
- 2021 PX171
- 2021 PY171
- 2021 PZ171
- 2021 PA172
- 2021 PB172
- 2021 PC172
- 2021 PD172
- 2021 PE172
- 2021 PH172
- 2021 PJ172
- 2021 PK172
- 2021 PL172
- 2021 PM172
- 2021 PO172
- 2021 PP172
- 2021 PQ172
- 2021 PR172
- 2021 PS172
- 2021 PT172
- 2021 PU172
- 2021 PV172
- 2021 PW172
- 2021 PX172
- 2021 PY172
- 2021 PZ172
- 2021 PA173
- 2021 PB173
- 2021 PC173
- 2021 PD173
- 2021 PE173
- 2021 PF173
- 2021 PG173
- 2021 PJ173
- 2021 PK173
- 2021 PL173
- 2021 PM173
- 2021 PN173
- 2021 PO173
- 2021 PP173
- 2021 PR173
- 2021 PS173
- 2021 PT173
- 2021 PU173
- 2021 PW173
- 2021 PX173
- 2021 PZ173
- 2021 PA174
- 2021 PB174
- 2021 PC174
- 2021 PD174
- 2021 PE174
- 2021 PG174
- 2021 PH174
- 2021 PJ174
- 2021 PK174
- 2021 PL174
- 2021 PM174
- 2021 PN174
- 2021 PO174
- 2021 PT174
- 2021 PV174
- 2021 PX174
- 2021 PZ174
- 2021 PA175
- 2021 PB175
- 2021 PC175
- 2021 PD175
- 2021 PE175
- 2021 PF175
- 2021 PH175
- 2021 PJ175
- 2021 PK175
- 2021 PL175
- 2021 PM175
- 2021 PN175
- 2021 PO175
- 2021 PP175
- 2021 PQ175
- 2021 PR175
- 2021 PS175
- 2021 PT175
- 2021 PU175
- 2021 PV175
- 2021 PW175
- 2021 PY175
- 2021 PZ175
- 2021 PA176
- 2021 PB176
- 2021 PC176
- 2021 PE176
- 2021 PF176
- 2021 PG176
- 2021 PH176
- 2021 PJ176
- 2021 PL176
- 2021 PM176
- 2021 PN176
- 2021 PO176
- 2021 PP176
- 2021 PQ176
- 2021 PR176
- 2021 PS176
- 2021 PU176
- 2021 PV176
- 2021 PW176
- 2021 PX176
- 2021 PY176
- 2021 PA177
- 2021 PB177
- 2021 PC177
- 2021 PD177
- 2021 PE177
- 2021 PF177
- 2021 PG177
- 2021 PH177
- 2021 PJ177
- 2021 PL177
- 2021 PM177
- 2021 PO177
- 2021 PP177
- 2021 PQ177
- 2021 PR177
- 2021 PS177
- 2021 PT177
- 2021 PU177
- 2021 PV177
- 2021 PW177
- 2021 PX177
- 2021 PY177
- 2021 PZ177
- 2021 PA178
- 2021 PB178
- 2021 PC178
- 2021 PD178
- 2021 PE178
- 2021 PG178
- 2021 PH178
- 2021 PJ178
- 2021 PK178
- 2021 PL178
- 2021 PM178
- 2021 PN178
- 2021 PO178
- 2021 PP178
- 2021 PQ178
- 2021 PR178
- 2021 PS178
- 2021 PT178
- 2021 PU178
- 2021 PV178
- 2021 PW178
- 2021 PX178
- 2021 PY178
- 2021 PZ178
- 2021 PA179
- 2021 PB179
- 2021 PC179
- 2021 PD179
- 2021 PF179
- 2021 PG179
- 2021 PH179
- 2021 PJ179
- 2021 PK179
- 2021 PL179
- 2021 PM179
- 2021 PN179
- 2021 PO179
- 2021 PP179
- 2021 PQ179
- 2021 PR179
- 2021 PS179
- 2021 PT179
- 2021 PU179
- 2021 PV179
- 2021 PW179
- 2021 PX179
- 2021 PY179
- 2021 PZ179
- 2021 PA180
- 2021 PB180
- 2021 PC180
- 2021 PD180
- 2021 PE180
- 2021 PF180
- 2021 PG180
- 2021 PH180
- 2021 PJ180
- 2021 PK180
- 2021 PL180
- 2021 PM180
- 2021 PN180
- 2021 PO180
- 2021 PP180
- 2021 PQ180
- 2021 PR180
- 2021 PS180
- 2021 PT180
- 2021 PU180
- 2021 PV180
- 2021 PW180
- 2021 PX180
- 2021 PY180
- 2021 PZ180
- 2021 PA181
- 2021 PB181
- 2021 PC181
- 2021 PD181
- 2021 PF181
- 2021 PG181
- 2021 PH181
- 2021 PJ181
- 2021 PK181
- 2021 PL181
- 2021 PM181
- 2021 PN181
- 2021 PO181
- 2021 PP181
- 2021 PQ181
- 2021 PR181
- 2021 PS181
- 2021 PT181
- 2021 PU181
- 2021 PV181
- 2021 PW181
- 2021 PX181
- 2021 PY181
- 2021 PZ181
- 2021 PA182
- 2021 PB182
- 2021 PC182
- 2021 PD182
- 2021 PE182
- 2021 PF182
- 2021 PG182
- 2021 PH182
- 2021 PJ182
- 2021 PK182
- 2021 PL182
- 2021 PM182
- 2021 PN182
- 2021 PO182
- 2021 PP182
- 2021 PQ182
- 2021 PR182
- 2021 PS182
- 2021 PT182
- 2021 PU182
- 2021 PV182
- 2021 PW182
- 2021 PX182
- 2021 PY182
- 2021 PZ182
- 2021 PA183
- 2021 PB183
- 2021 PC183
- 2021 PD183
- 2021 PE183
- 2021 PF183
- 2021 PG183
- 2021 PH183
- 2021 PJ183
- 2021 PK183
- 2021 PL183
- 2021 PM183
- 2021 PN183
- 2021 PO183
- 2021 PP183
- 2021 PQ183
- 2021 PR183
- 2021 PS183
- 2021 PT183
- 2021 PU183
- 2021 PV183
- 2021 PW183
- 2021 PX183
- 2021 PY183
- 2021 PZ183
- 2021 PA184
- 2021 PB184
- 2021 PC184
- 2021 PD184
- 2021 PE184
- 2021 PF184
- 2021 PG184
- 2021 PH184
- 2021 PJ184
- 2021 PK184
- 2021 PL184
- 2021 PM184
- 2021 PN184
- 2021 PO184
- 2021 PP184
- 2021 PQ184
- 2021 PR184
- 2021 PS184
- 2021 PT184
- 2021 PU184
- 2021 PV184
- 2021 PW184
- 2021 PX184
- 2021 PY184
- 2021 PZ184
- 2021 PA185
- 2021 PB185
- 2021 PC185
- 2021 PD185
- 2021 PE185
- 2021 PF185
- 2021 PH185
- 2021 PJ185
- 2021 PK185
- 2021 PL185
- 2021 PM185
- 2021 PN185
- 2021 PO185
- 2021 PP185
- 2021 PQ185
- 2021 PR185
- 2021 PS185
- 2021 PT185
- 2021 PU185
- 2021 PV185
- 2021 PW185
- 2021 PX185
- 2021 PY185
- 2021 PZ185
- 2021 PA186
- 2021 PB186
- 2021 PC186
- 2021 PD186
- 2021 PE186
- 2021 PF186
- 2021 PG186
- 2021 PH186
- 2021 PJ186
- 2021 PK186
- 2021 PL186
- 2021 PM186
- 2021 PN186
- 2021 PO186
- 2021 PP186
- 2021 PQ186
- 2021 PR186
- 2021 PS186
- 2021 PT186
- 2021 PU186
- 2021 PV186
- 2021 PW186
- 2021 PX186
- 2021 PY186
- 2021 PZ186
- 2021 PA187
- 2021 PB187
- 2021 PC187
- 2021 PD187
- 2021 PE187
- 2021 PF187
- 2021 PG187
- 2021 PH187
- 2021 PJ187
- 2021 PK187
- 2021 PL187
- 2021 PM187
- 2021 PN187
- 2021 PO187
- 2021 PP187
- 2021 PQ187
- 2021 PR187
- 2021 PS187
- 2021 PT187
- 2021 PU187
- 2021 PV187
- 2021 PW187
- 2021 PX187
- 2021 PZ187
- 2021 PA188
- 2021 PB188
- 2021 PC188
- 2021 PD188
- 2021 PE188
- 2021 PF188
- 2021 PG188
- 2021 PH188
- 2021 PJ188
- 2021 PK188
- 2021 PL188
- 2021 PM188
- 2021 PN188
- 2021 PO188
- 2021 PP188
- 2021 PQ188
- 2021 PR188
- 2021 PS188
- 2021 PT188
- 2021 PU188
- 2021 PV188
- 2021 PW188
- 2021 PX188
- 2021 PY188
- 2021 PZ188
- 2021 PA189
- 2021 PB189
- 2021 PC189
- 2021 PD189
- 2021 PE189
- 2021 PF189
- 2021 PG189
- 2021 PH189
- 2021 PJ189
- 2021 PK189
- 2021 PL189
- 2021 PM189
- 2021 PN189
- 2021 PO189
- 2021 PP189
- 2021 PQ189
- 2021 PR189
- 2021 PS189
- 2021 PT189
- 2021 PU189
- 2021 PV189
- 2021 PW189
- 2021 PX189
- 2021 PY189
- 2021 PZ189
- 2021 PA190
- 2021 PB190
- 2021 PC190
- 2021 PD190
- 2021 PE190
- 2021 PF190
- 2021 PG190
- 2021 PH190
- 2021 PJ190
- 2021 PK190
- 2021 PL190
- 2021 PM190
- 2021 PN190
- 2021 PO190
- 2021 PP190
- 2021 PQ190
- 2021 PR190
- 2021 PS190
- 2021 PT190
- 2021 PU190
- 2021 PV190
- 2021 PW190
- 2021 PX190
- 2021 PY190
- 2021 PZ190
- 2021 PA191
- 2021 PB191
- 2021 PC191
- 2021 PD191
- 2021 PE191
- 2021 PF191
- 2021 PG191
- 2021 PH191
- 2021 PJ191
- 2021 PK191
- 2021 PL191
- 2021 PM191
- 2021 PN191
- 2021 PO191
- 2021 PP191
- 2021 PQ191
- 2021 PR191
- 2021 PS191
- 2021 PT191
- 2021 PU191
- 2021 PV191
- 2021 PW191
- 2021 PX191
- 2021 PY191
- 2021 PZ191
- 2021 PA192
- 2021 PB192
- 2021 PC192
- 2021 PD192
- 2021 PE192
- 2021 PF192
- 2021 PG192
- 2021 PH192
- 2021 PJ192
- 2021 PL192
- 2021 PM192
- 2021 PN192
- 2021 PO192
- 2021 PP192
- 2021 PQ192
- 2021 PR192
- 2021 PS192
- 2021 PT192
- 2021 PU192
- 2021 PV192
- 2021 PW192
- 2021 PX192
- 2021 PY192
- 2021 PZ192
- 2021 PA193
- 2021 PB193
- 2021 PC193
- 2021 PD193
- 2021 PE193
- 2021 PF193
- 2021 PG193
- 2021 PH193
- 2021 PJ193
- 2021 PK193
- 2021 PL193
- 2021 PM193
- 2021 PN193
- 2021 PO193
- 2021 PP193
- 2021 PQ193
- 2021 PR193
- 2021 PS193
- 2021 PT193
- 2021 PU193
- 2021 PV193
- 2021 PW193
- 2021 PX193
- 2021 PY193
- 2021 PZ193
- 2021 PA194
- 2021 PB194
- 2021 PC194
- 2021 PD194
- 2021 PE194
- 2021 PF194
- 2021 PG194
- 2021 PH194
- 2021 PJ194
- 2021 PK194
- 2021 PL194
- 2021 PM194
- 2021 PN194
- 2021 PO194
- 2021 PP194
- 2021 PQ194
- 2021 PR194
- 2021 PS194
- 2021 PT194
- 2021 PU194
- 2021 PV194
- 2021 PW194
- 2021 PX194
- 2021 PY194
- 2021 PZ194
- 2021 PA195
- 2021 PB195
- 2021 PC195
- 2021 PD195
- 2021 PE195
- 2021 PF195
- 2021 PG195
- 2021 PH195
- 2021 PJ195
- 2021 PK195
- 2021 PL195
- 2021 PM195
- 2021 PN195
- 2021 PO195
- 2021 PP195
- 2021 PQ195
- 2021 PR195
- 2021 PS195
- 2021 PT195
- 2021 PU195
- 2021 PV195
- 2021 PW195
- 2021 PX195
- 2021 PY195
- 2021 PZ195
- 2021 PA196
- 2021 PB196
- 2021 PC196
- 2021 PD196
- 2021 PE196
- 2021 PF196
- 2021 PG196
- 2021 PH196
- 2021 PJ196
- 2021 PK196
- 2021 PL196
- 2021 PM196
- 2021 PN196
- 2021 PO196
- 2021 PP196
- 2021 PQ196
- 2021 PR196
- 2021 PS196
- 2021 PT196
- 2021 PU196
- 2021 PV196
- 2021 PW196
- 2021 PX196
- 2021 PY196
- 2021 PZ196
- 2021 PA197
- 2021 PB197
- 2021 PC197
- 2021 PD197
- 2021 PE197
- 2021 PF197
- 2021 PG197
- 2021 PH197
- 2021 PJ197
- 2021 PK197
- 2021 PL197
- 2021 PM197
- 2021 PN197
- 2021 PO197
- 2021 PP197
- 2021 PQ197
- 2021 PR197
- 2021 PS197
- 2021 PT197
- 2021 PU197
- 2021 PV197
- 2021 PW197
- 2021 PX197
- 2021 PY197
- 2021 PZ197
- 2021 PA198
- 2021 PB198
- 2021 PC198
- 2021 PD198
- 2021 PE198
- 2021 PF198
- 2021 PG198
- 2021 PH198
- 2021 PJ198
- 2021 PK198
- 2021 PL198
- 2021 PM198
- 2021 PN198
- 2021 PO198
- 2021 PP198
- 2021 PQ198
- 2021 PR198
- 2021 PS198
- 2021 PT198
- 2021 PU198
- 2021 PV198
- 2021 PW198
- 2021 PX198
- 2021 PY198
- 2021 PZ198
- 2021 PA199
- 2021 PB199
- 2021 PC199
- 2021 PD199
- 2021 PE199
- 2021 PF199
- 2021 PG199
- 2021 PH199
- 2021 PJ199
- 2021 PK199
- 2021 PL199
- 2021 PM199
- 2021 PN199
- 2021 PO199
- 2021 PP199
- 2021 PQ199
- 2021 PR199
- 2021 PS199
- 2021 PT199
- 2021 PU199
- 2021 PV199
- 2021 PW199
- 2021 PX199
- 2021 PY199
- 2021 PZ199
- 2021 PA200
- 2021 PB200
- 2021 PC200
- 2021 PD200
- 2021 PE200
- 2021 PF200
- 2021 PG200
- 2021 PH200
- 2021 PJ200
- 2021 PK200
- 2021 PL200
- 2021 PM200
- 2021 PN200
- 2021 PO200
- 2021 PP200
- 2021 PQ200
- 2021 PR200
- 2021 PS200
- 2021 PT200
- 2021 PU200
- 2021 PV200
- 2021 PW200
- 2021 PX200
- 2021 PY200
- 2021 PZ200
- 2021 PA201
- 2021 PB201
- 2021 PC201
- 2021 PD201
- 2021 PE201
- 2021 PF201
- 2021 PG201
- 2021 PH201
- 2021 PJ201
- 2021 PK201
- 2021 PL201
- 2021 PM201
- 2021 PN201
- 2021 PO201
- 2021 PP201
- 2021 PQ201
- 2021 PR201
- 2021 PS201
- 2021 PT201
- 2021 PU201
- 2021 PV201
- 2021 PW201
- 2021 PX201
- 2021 PY201
- 2021 PZ201
- 2021 PA202
- 2021 PB202
- 2021 PC202
- 2021 PD202
- 2021 PE202
- 2021 PF202
- 2021 PG202
- 2021 PH202
- 2021 PJ202
- 2021 PK202
- 2021 PL202
- 2021 PM202
- 2021 PN202
- 2021 PO202
- 2021 PP202
- 2021 PQ202
- 2021 PR202
- 2021 PS202
- 2021 PT202
- 2021 PU202
- 2021 PV202
- 2021 PW202
- 2021 PX202
- 2021 PY202
- 2021 PZ202
- 2021 PA203
- 2021 PB203
- 2021 PC203
- 2021 PD203
- 2021 PE203
- 2021 PF203
- 2021 PG203
- 2021 PH203
- 2021 PJ203
- 2021 PK203
- 2021 PL203
- 2021 PM203
- 2021 PN203
- 2021 PO203
- 2021 PP203
- 2021 PQ203
- 2021 PR203
- 2021 PS203
- 2021 PT203
- 2021 PU203
- 2021 PV203
- 2021 PW203
- 2021 PX203
- 2021 PY203
- 2021 PZ203
- 2021 PA204
- 2021 PB204
- 2021 PC204
- 2021 PD204
- 2021 PE204
- 2021 PF204
- 2021 PG204
- 2021 PH204
- 2021 PJ204
- 2021 PK204
- 2021 PL204
- 2021 PM204
- 2021 PN204
- 2021 PO204
- 2021 PP204
- 2021 PQ204
- 2021 PR204
- 2021 PS204
- 2021 PT204
- 2021 PU204
- 2021 PV204
- 2021 PW204
- 2021 PX204
- 2021 PY204
- 2021 PZ204
- 2021 PA205
- 2021 PB205
- 2021 PC205
- 2021 PD205
- 2021 PE205
- 2021 PF205
- 2021 PG205
- 2021 PH205
- 2021 PJ205
- 2021 PK205
- 2021 PL205
- 2021 PM205
- 2021 PN205
- 2021 PO205
- 2021 PP205
- 2021 PQ205
- 2021 PR205
- 2021 PS205
- 2021 PT205
- 2021 PU205
- 2021 PV205
- 2021 PW205
- 2021 PX205
- 2021 PY205
- 2021 PZ205
- 2021 PA206
- 2021 PB206
- 2021 PC206
- 2021 PD206
- 2021 PE206
- 2021 PF206
- 2021 PG206
- 2021 PH206
- 2021 PJ206
- 2021 PK206
- 2021 PL206
- 2021 PM206
- 2021 PN206
- 2021 PO206
- 2021 PP206
- 2021 PQ206
- 2021 PR206
- 2021 PS206
- 2021 PT206
- 2021 PU206
- 2021 PV206
- 2021 PW206
- 2021 PX206
- 2021 PY206
- 2021 PZ206
- 2021 PA207
- 2021 PB207
- 2021 PC207
- 2021 PD207
- 2021 PE207
- 2021 PF207
- 2021 PG207
- 2021 PH207
- 2021 PJ207
- 2021 PK207
- 2021 PL207
- 2021 PM207
- 2021 PN207
- 2021 PO207
- 2021 PP207
- 2021 PQ207
- 2021 PR207
- 2021 PS207
- 2021 PT207
- 2021 PU207
- 2021 PW207
- 2021 PX207
- 2021 PY207
- 2021 PZ207
- 2021 PA208
- 2021 PB208
- 2021 PC208
- 2021 PD208
- 2021 PE208
- 2021 PF208
- 2021 PG208
- 2021 PH208
- 2021 PJ208
- 2021 PK208
- 2021 PL208
- 2021 PM208
- 2021 PN208
- 2021 PO208
- 2021 PP208
- 2021 PQ208
- 2021 PR208
- 2021 PS208
- 2021 PT208
- 2021 PU208
- 2021 PV208
- 2021 PW208
- 2021 PX208
- 2021 PY208
- 2021 PZ208
- 2021 PA209
- 2021 PB209
- 2021 PC209
- 2021 PD209
- 2021 PE209
- 2021 PF209
- 2021 PG209
- 2021 PH209
- 2021 PJ209
- 2021 PK209
- 2021 PL209
- 2021 PN209
- 2021 PO209
- 2021 PQ209
- 2021 PR209
- 2021 PS209
- 2021 PT209
- 2021 PU209
- 2021 PV209
- 2021 PX209
- 2021 PY209
- 2021 PZ209
- 2021 PA210
- 2021 PB210
- 2021 PC210
- 2021 PD210
- 2021 PF210
- 2021 PG210
- 2021 PH210
- 2021 PJ210
- 2021 PK210
- 2021 PL210
- 2021 PM210
- 2021 PN210
- 2021 PO210
- 2021 PP210
- 2021 PQ210
- 2021 PR210
- 2021 PS210
- 2021 PT210
- 2021 PU210
- 2021 PV210
- 2021 PW210
- 2021 PX210
- 2021 PY210
- 2021 PZ210
- 2021 PA211
- 2021 PB211
- 2021 PD211
- 2021 PE211
- 2021 PF211
- 2021 PG211
- 2021 PH211
- 2021 PJ211
- 2021 PK211
- 2021 PL211
- 2021 PM211
- 2021 PN211
- 2021 PO211
- 2021 PP211
- 2021 PQ211
- 2021 PR211
- 2021 PS211
- 2021 PT211
- 2021 PU211
- 2021 PV211
- 2021 PW211
- 2021 PX211
- 2021 PY211
- 2021 PZ211
- 2021 PA212
- 2021 PB212
- 2021 PC212
- 2021 PD212
- 2021 PE212
- 2021 PF212
- 2021 PG212
- 2021 PH212
- 2021 PK212
- 2021 PL212
- 2021 PM212
- 2021 PN212
- 2021 PO212
- 2021 PP212
- 2021 PQ212
- 2021 PR212
- 2021 PS212
- 2021 PT212
- 2021 PU212
- 2021 PV212
- 2021 PW212
- 2021 PX212
- 2021 PY212
- 2021 PZ212
- 2021 PA213
- 2021 PB213
- 2021 PC213
- 2021 PD213
- 2021 PE213
- 2021 PF213
- 2021 PG213
- 2021 PH213
- 2021 PJ213
- 2021 PK213
- 2021 PL213
- 2021 PM213
- 2021 PN213
- 2021 PO213
- 2021 PP213
- 2021 PQ213
- 2021 PR213
- 2021 PS213
- 2021 PT213
- 2021 PU213
- 2021 PV213
- 2021 PW213
- 2021 PX213
- 2021 PY213
- 2021 PZ213
- 2021 PA214
- 2021 PB214
- 2021 PC214
- 2021 PD214
- 2021 PE214
- 2021 PF214
- 2021 PG214
- 2021 PH214
- 2021 PJ214
- 2021 PK214
- 2021 PL214
- 2021 PM214
- 2021 PN214
- 2021 PO214
- 2021 PP214
- 2021 PQ214
- 2021 PR214
- 2021 PS214
- 2021 PT214
- 2021 PU214
- 2021 PV214
- 2021 PW214
- 2021 PX214
- 2021 PY214
- 2021 PZ214
- 2021 PA215
- 2021 PB215
- 2021 PC215
- 2021 PD215
- 2021 PE215
- 2021 PF215
- 2021 PG215
- 2021 PH215
- 2021 PJ215
- 2021 PK215
- 2021 PL215
- 2021 PM215
- 2021 PN215
- 2021 PO215
- 2021 PP215
- 2021 PQ215
- 2021 PR215
- 2021 PT215
- 2021 PU215
- 2021 PV215
- 2021 PW215
- 2021 PX215
- 2021 PY215
- 2021 PZ215
- 2021 PA216
- 2021 PB216
- 2021 PC216
- 2021 PD216
- 2021 PE216
- 2021 PF216
- 2021 PG216
- 2021 PH216
- 2021 PJ216
- 2021 PK216
- 2021 PL216
- 2021 PM216
- 2021 PN216
- 2021 PO216
- 2021 PP216
- 2021 PQ216
- 2021 PR216
- 2021 PS216
- 2021 PT216
- 2021 PU216
- 2021 PV216
- 2021 PW216
- 2021 PX216
- 2021 PY216
- 2021 PZ216
- 2021 PA217
- 2021 PB217
- 2021 PC217
- 2021 PD217
- 2021 PE217
- 2021 PF217
- 2021 PG217
- 2021 PH217
- 2021 PJ217
- 2021 PK217
- 2021 PL217
- 2021 PM217
- 2021 PN217
- 2021 PO217
- 2021 PP217
- 2021 PR217
- 2021 PS217
- 2021 PT217
- 2021 PU217
- 2021 PV217
- 2021 PW217
- 2021 PX217
- 2021 PY217
- 2021 PZ217
- 2021 PA218
- 2021 PB218
- 2021 PC218
- 2021 PD218
- 2021 PE218
- 2021 PF218
- 2021 PG218
- 2021 PH218
- 2021 PJ218
- 2021 PK218
- 2021 PL218
- 2021 PM218
- 2021 PN218
- 2021 PO218
- 2021 PP218
- 2021 PQ218
- 2021 PR218
- 2021 PS218
- 2021 PT218
- 2021 PU218
- 2021 PV218
- 2021 PX218
- 2021 PY218
- 2021 PZ218
- 2021 PA219
- 2021 PB219
- 2021 PC219
- 2021 PD219
- 2021 PE219
- 2021 PF219
- 2021 PG219
- 2021 PH219
- 2021 PJ219
- 2021 PK219
- 2021 PL219
- 2021 PM219
- 2021 PN219
- 2021 PO219
- 2021 PP219
- 2021 PQ219
- 2021 PR219
- 2021 PS219
- 2021 PT219
- 2021 PU219
- 2021 PV219
- 2021 PW219
- 2021 PX219
- 2021 PY219
- 2021 PZ219
- 2021 PA220
- 2021 PB220
- 2021 PC220
- 2021 PD220
- 2021 PE220
- 2021 PF220
- 2021 PG220
- 2021 PH220
- 2021 PJ220
- 2021 PK220
- 2021 PL220
- 2021 PM220
- 2021 PN220
- 2021 PO220
- 2021 PP220
- 2021 PQ220
- 2021 PR220
- 2021 PS220
- 2021 PT220
- 2021 PU220
- 2021 PV220
- 2021 PW220
- 2021 PX220
- 2021 PY220
- 2021 PZ220
- 2021 PA221
- 2021 PB221
- 2021 PC221
- 2021 PD221
- 2021 PE221
- 2021 PF221
- 2021 PG221
- 2021 PH221
- 2021 PJ221
- 2021 PK221
- 2021 PL221
- 2021 PM221
- 2021 PN221
- 2021 PO221
- 2021 PP221
- 2021 PQ221
- 2021 PR221
- 2021 PS221
- 2021 PT221
- 2021 PU221
- 2021 PV221
- 2021 PW221
- 2021 PX221
- 2021 PY221
- 2021 PZ221
- 2021 PA222
- 2021 PB222
- 2021 PC222
- 2021 PD222
- 2021 PE222
- 2021 PF222
- 2021 PG222
- 2021 PH222
- 2021 PJ222
- 2021 PK222
- 2021 PL222
- 2021 PM222
- 2021 PN222
- 2021 PO222
- 2021 PP222
- 2021 PQ222
- 2021 PR222
- 2021 PS222
- 2021 PT222
- 2021 PU222
- 2021 PV222
- 2021 PW222
- 2021 PX222
- 2021 PY222
- 2021 PZ222
- 2021 PA223
- 2021 PB223
- 2021 PC223
- 2021 PD223
- 2021 PE223
- 2021 PF223
- 2021 PG223
- 2021 PH223
- 2021 PJ223
- 2021 PK223
- 2021 PL223
- 2021 PM223
- 2021 PN223
- 2021 PO223
- 2021 PP223
- 2021 PQ223
- 2021 PR223
- 2021 PS223
- 2021 PT223
- 2021 PU223
- 2021 PV223
- 2021 PW223
- 2021 PX223
- 2021 PY223
- 2021 PZ223
- 2021 PA224
- 2021 PB224
- 2021 PC224
- 2021 PD224
- 2021 PE224
- 2021 PF224
- 2021 PG224
- 2021 PH224
- 2021 PJ224
- 2021 PK224
- 2021 PL224
- 2021 PM224
- 2021 PN224
- 2021 PO224
- 2021 PP224
- 2021 PQ224
- 2021 PR224
- 2021 PS224
- 2021 PT224
- 2021 PU224
- 2021 PV224
- 2021 PW224
- 2021 PX224
- 2021 PY224
- 2021 PZ224
- 2021 PA225
- 2021 PB225
- 2021 PC225
- 2021 PD225
- 2021 PE225
- 2021 PF225
- 2021 PG225
- 2021 PH225
- 2021 PJ225
- 2021 PK225
- 2021 PL225
- 2021 PM225
- 2021 PN225
- 2021 PO225
- 2021 PP225
- 2021 PQ225
- 2021 PR225
- 2021 PS225
- 2021 PT225
- 2021 PU225
- 2021 PV225
- 2021 PW225
- 2021 PX225
- 2021 PY225
- 2021 PZ225
- 2021 PA226
- 2021 PB226
- 2021 PC226
- 2021 PD226
- 2021 PE226